# Max Frisch

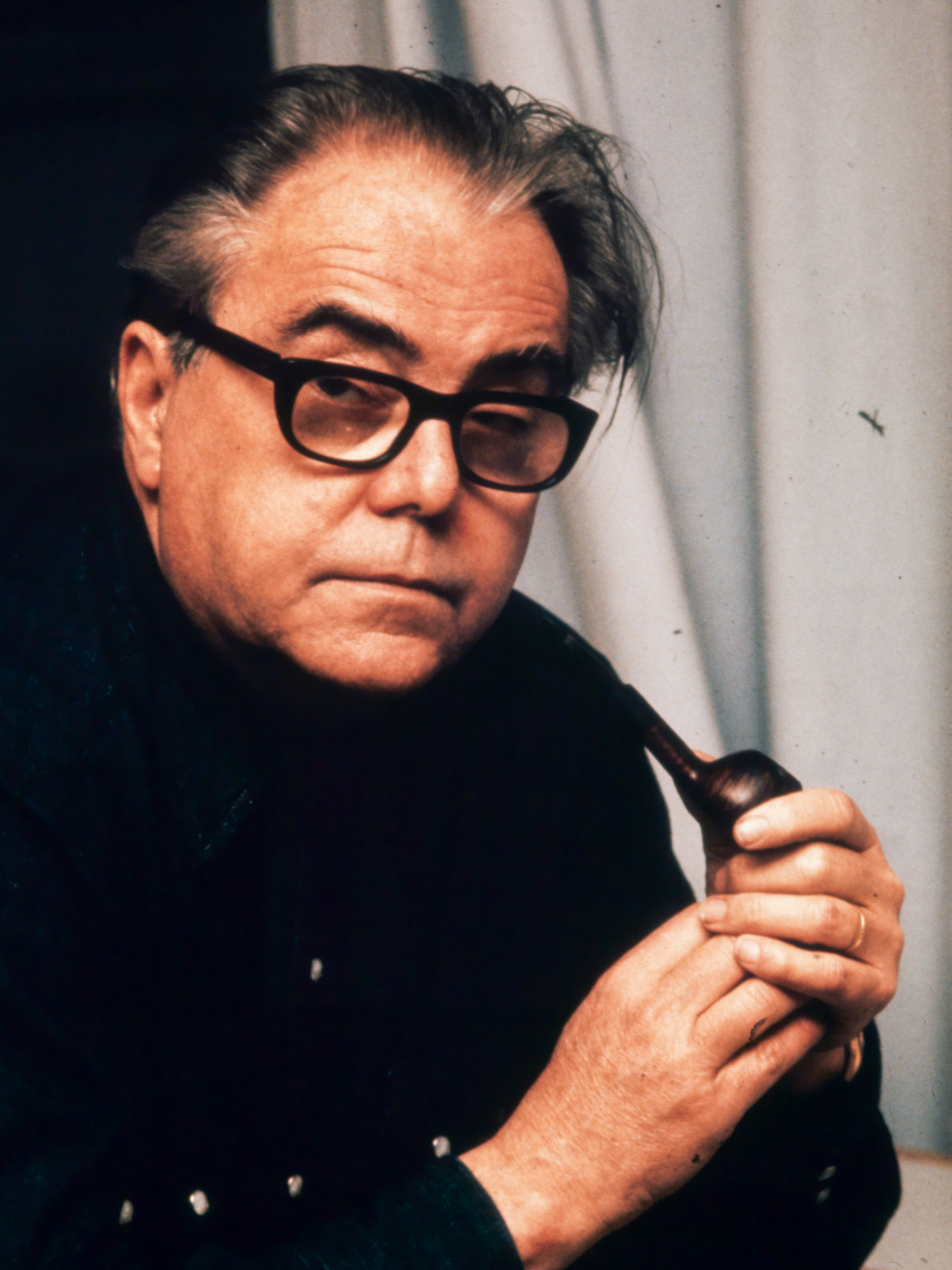
Max Frisch (ca. 1974)

Max Rudolf Frisch (* 15. Mai 1911 in Zürich; † 4. April 1991 ebenda) war ein Schweizer Schriftsteller und Architekt. Mit Theaterstücken wie Biedermann und die Brandstifter oder Andorra sowie mit seinen drei großen Romanen Stiller, Homo faber und Mein Name sei Gantenbein erreichte Frisch ein breites Publikum und fand Eingang in den Schulkanon. Darüber hinaus veröffentlichte er Hörspiele, Erzählungen und kleinere Prosatexte sowie zwei literarische Tagebücher über die Zeiträume 1946 bis 1949 und 1966 bis 1971.
Der junge Max Frisch empfand bürgerliche und künstlerische Existenz als unvereinbar und war lange Zeit unsicher, welchen Lebensentwurf er wählen sollte. Infolgedessen absolvierte er nach einem abgebrochenen Germanistik-Studium und ersten literarischen Arbeiten ein Studium der Architektur und arbeitete einige Jahre lang als Architekt. Nach dem Erfolg seines Romans Stiller entschied er sich für ein Dasein als Schriftsteller und verließ seine Familie, um sich ganz dem Schreiben widmen zu können. Frisch war zweimal verheiratet – mit Gertrud von Meyenburg (1942–1959) und Marianne Oellers (1968–1979) – und hatte unter anderem eine Beziehung mit Ingeborg Bachmann (1958–1963).
Im Zentrum von Frischs Schaffen steht häufig die Auseinandersetzung mit sich selbst, wobei viele der dabei aufgeworfenen Probleme als typisch für den postmodernen Menschen gelten: Finden und Behaupten einer eigenen Identität, insbesondere in der Begegnung mit den festgefügten Bildern anderer, Konstruktion der eigenen Biografie, Geschlechterrollen und ihre Auflösung sowie die Frage, was mit Sprache überhaupt sagbar sei. Im literarisch ausgestalteten Tagebuch, das Autobiografisches mit fiktionalen Elementen verbindet, findet Frisch eine literarische Form, die ihm in besonderem Maße entspricht und in der er auch seine ausgedehnten Reisen reflektiert. Nachdem er jahrelang im Ausland gelebt hatte, beschäftigte Frisch sich nach seiner Rückkehr zudem zunehmend kritisch mit seinem Heimatland, der Schweiz.

## Leben

### Elternhaus und Schulzeit
Max Frisch wurde am 15. Mai 1911 in Zürich als zweiter Sohn des Architekten Franz Bruno Frisch und dessen Frau Karolina Bettina Frisch (geb. Wildermuth) geboren. Er hatte eine Halbschwester aus der ersten Ehe des Vaters, Emma Elisabeth (1899–1972), und einen acht Jahre älteren Bruder (1903–1978), der nach dem Vater Franz hieß. Die Familie lebte in einfachen Verhältnissen, und die finanzielle Lage verschärfte sich, als der Vater während des Ersten Weltkriegs seine Anstellung verlor. Frisch hatte kaum eine emotionale Beziehung zum Vater, stand seiner Mutter dagegen sehr nah.
Während seiner Zeit als Gymnasiast (1924–1930) am Züricher Realgymnasium schrieb Frisch erste Stücke, die er erfolglos zur Aufführung zu bringen versuchte und später vernichtete. Am Gymnasium lernte er darüber hinaus Werner Coninx kennen, dessen Kenntnisse über Literatur und Philosophie Frisch im Laufe ihrer langjährigen Freundschaft zahlreiche Impulse gaben.

### Germanistikstudium und Arbeit als Journalist

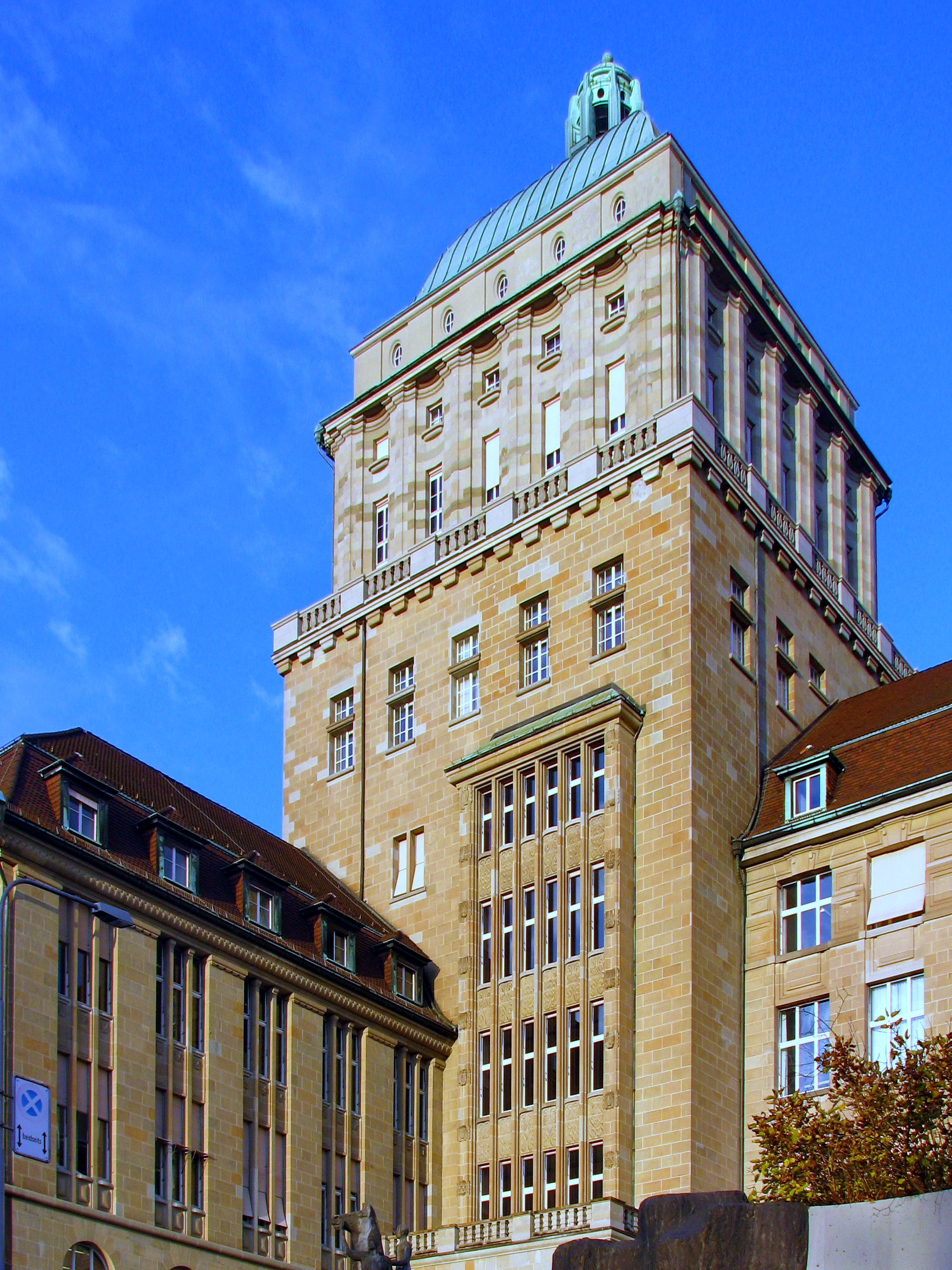
Hauptgebäude der Universität Zürich, an der Frisch ab 1930 Germanistik studierte

Dem Wunsch seiner Eltern gemäß, die ihren Kindern ein Studium nach freier Wahl ermöglichen wollten, begann Frisch im Wintersemester 1930/31 ein Germanistik-Studium an der Universität Zürich. Auf der einen Seite traf er hier auf Professoren, die ihn beeindruckten und ihm Kontakte zu Verlagen und Zeitungen vermitteln konnten, darunter Robert Faesi, Schriftsteller und Professor für neuere und schweizerische Literatur, und den Romanisten Theophil Spoerri. Auf der anderen Seite stellte er fest, dass der akademische Lehrplan ihm nicht das solide schriftstellerische Handwerkszeug vermitteln konnte, das er sich von dem Studium erhofft hatte. Im Nebenfach belegte Frisch Forensische Psychologie, von der er sich tiefere Einsichten in den Kern menschlicher Existenz versprach.
Frischs erster Beitrag in der Neuen Zürcher Zeitung (NZZ) stammt aus dem Mai 1931. Als im März 1932 sein Vater starb, konzentrierte er sich zunehmend auf die journalistische Arbeit, um sich und seiner Mutter ein Auskommen zu sichern. Dieser Schritt ist Thema des im April 1932 entstandenen Essays Was bin ich?, der als eigentlicher Auftakt seiner freiberuflichen Tätigkeit gilt und bereits ein Grundproblem des gesamten späteren Werks zu erkennen gibt. In den folgenden drei Jahren entstanden über 100 journalistische und literarische Arbeiten, die sich weitgehend auf autobiografische Selbsterforschung und die Verarbeitung privater Erlebnisse konzentrieren, etwa der Trennung von der 18-jährigen Schauspielerin Else Schebesta, in die Frisch sich verliebt hatte. Nur wenige dieser Texte wurden später in die Werkausgabe aufgenommen. Schon während ihrer Entstehung hatte der Autor selbst bisweilen den Eindruck, dass die Selbstreflexion überhandnehme, und versuchte sich durch körperliche Arbeit abzulenken, etwa bei einer studentischen Arbeitskolonie im Straßenbau 1932.
Von Februar bis Oktober 1933 erfüllte Frisch sich den Wunsch einer ausgedehnten Auslandsreise, die er durch während der Reise verfasste Feuilletonbeiträge finanzierte. So berichtete er unter anderem für die NZZ von der Eishockey-Weltmeisterschaft in Prag. Weitere Stationen waren Budapest, Belgrad, Sarajevo, Dubrovnik, Zagreb, Istanbul, Athen, Bari und Rom. Aus den Erlebnissen dieser Reise entstand Frischs erster Roman Jürg Reinhart, der 1934 erschien. Die Romanfigur Jürg Reinhart ist hierin ein Alter Ego Frischs, der im Zuge einer Balkan-Reise versucht, seine Position im Leben zu bestimmen. Hierbei kommt er zu dem Schluss, sich nur durch eine „männliche Tat“ seiner Reife vergewissern zu können, und vollzieht diese, indem er der todkranken Tochter seiner Pensionswirtin aktive Sterbehilfe gewährt. Frisch griff damit das zu jener Zeit weltweit diskutierte Konzept der „Euthanasie“ auf, ohne die ethischen und politischen Konsequenzen, die sich wenige Jahre später durch die praktische Umsetzung der Nationalsozialisten ergaben, zu durchschauen.

Neben seiner Arbeit für verschiedene Zeitungen belegte Frisch bis 1934 weiterhin Kurse an der Universität. Im Sommersemester 1934 lernte er die drei Jahre jüngere Käte Rubensohn kennen, mit der ihn in den folgenden Jahren eine Liebesbeziehung verband. Als deutsche Jüdin war Rubensohn aus Berlin emigriert, um weiter studieren zu können. Als Frisch 1935 zum ersten Mal ins Deutsche Reich reiste, bezog er in seinem Kleinen Tagebuch einer deutschen Reise kritisch Stellung gegenüber dem Antisemitismus, äußerte sich jedoch bewundernd über die „rassekundliche“ Ausstellung Wunder des Lebens von Herbert Bayer. Frisch konnte seine unpolitischen ersten Romane problemlos bei der Deutschen Verlags-Anstalt veröffentlichen, die der nationalsozialistischen Zensur unterlag. Erst im Laufe der 1940er Jahre begann Frisch, ein kritisches politisches Bewusstsein zu entwickeln. Diese zögerliche Entwicklung wird heute zum Teil mit dem konservativen Klima an der Universität Zürich erklärt, an der einzelne Professoren sogar Sympathien für Hitler und Mussolini pflegten. Dass Frisch solche Sympathien fremd waren, erklärte er später selbstkritisch mit seiner Liebe zu Käte Rubensohn.

### Hinwendung zur Architektur und Familiengründung

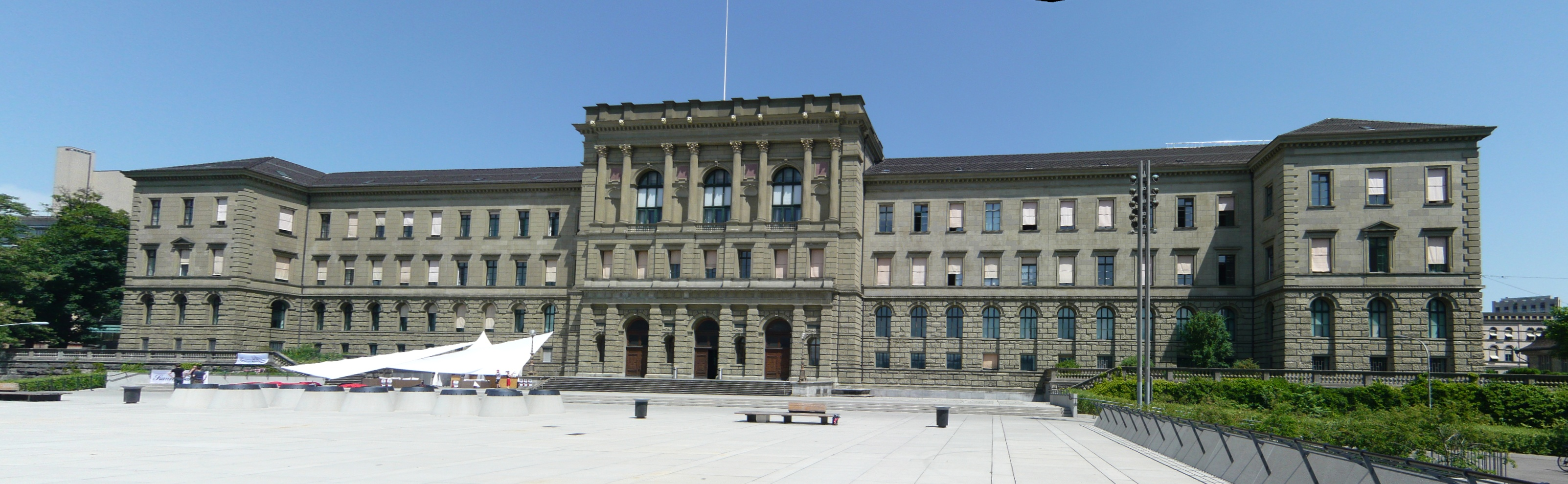
Hauptgebäude der ETH Zürich, an der Frisch ab 1936 Architektur studierte

Im Gefühl, bei seinem Germanistikstudium keinen echten Beruf erlernt zu haben, suchte Frisch nach einer nicht literarischen, aber ebenfalls kreativen Alternative zum Journalismus. Mit einem Stipendium seines Freunds Werner Coninx ausgestattet, begann er 1936 ein Studium der Architektur an der ETH Zürich. Zu diesem Schritt hatte ihn auch Käte Rubensohn angeregt. Im gleichen Jahr zog sie ihre Zustimmung zu einer bereits beim Standesamt angemeldeten Heirat zurück, weil sie nicht aus Mitleid wegen ihrer unsicheren Situation als deutsche Jüdin in der Schweiz geheiratet werden wollte. Zuvor war es lange Frisch gewesen, der sich der Ehe widersetzt hatte, für die er sich nicht geschaffen glaubte. Im Herbst 1937 trennten sich beide, im Frühjahr des Folgejahres zog Rubensohn nach Basel.
1937 erschien Frischs zweiter Roman, Antwort aus der Stille, über den er später vernichtend urteilte. Er greift das Thema der „männlichen Tat“ auf, bezieht nun aber ausdrücklich Stellung für einen bürgerlichen Lebensentwurf. Aus dieser Haltung zog Frisch auch privat Konsequenzen: Er ließ die Berufsbezeichnung „Schriftsteller“ aus seinem Pass löschen und verbrannte alle bisherigen Schriften. Frischs Vorsatz, das Schreiben aufzugeben, wurde 1938 durch den Gewinn des Conrad-Ferdinand-Meyer-Preises konterkariert, der mit 3000 Schweizer Franken dotiert war; sein Jahresstipendium betrug zu diesem Zeitpunkt 4000 Franken.
Im Zweiten Weltkrieg leistete Frisch als Kanonier der Schweizer Armee von 1939 bis 1945 insgesamt 650 Aktivdiensttage. Während dieser Zeit begann er mit einem Stipendium des Bundes für eine Novellensammlung wieder zu schreiben. Seine Notizen aus dem Aktivdienst erschienen im Dezember 1939 unter dem Titel Aus dem Tagebuch eines Soldaten in der Zeitschrift Atlantis und 1940 als Buch unter dem Titel Blätter aus dem Brotsack. Darin kommt eine weitgehend unkritische Haltung zum Soldatenleben und zur Stellung der Schweiz im Zweiten Weltkrieg zum Ausdruck, die Frisch 1974 im Dienstbüchlein und 1989 in Schweiz ohne Armee? Ein Palaver aufarbeitete und auch revidierte.
Nach Frischs Architekturdiplom im Sommer 1940 bot ihm sein Lehrer William Dunkel eine feste Stelle in seinem Architekturbüro an, so dass Frisch Ende 1940 die erste eigene Wohnung beziehen konnte. In Dunkels Atelier lernte er auch die Architektin Gertrud von Meyenburg kennen, die er am 30. Juli 1942 heiratete. Mit ihr hatte er zwei Töchter (Ursula, * 1943, und Charlotte, * 1949) sowie einen Sohn (Hans Peter, * 1944). Seine Tochter Ursula, später Ursula Priess, hat in ihrem 2009 erschienenen Buch Sturz durch alle Spiegel ihr schwieriges Verhältnis zu ihrem Vater reflektiert.

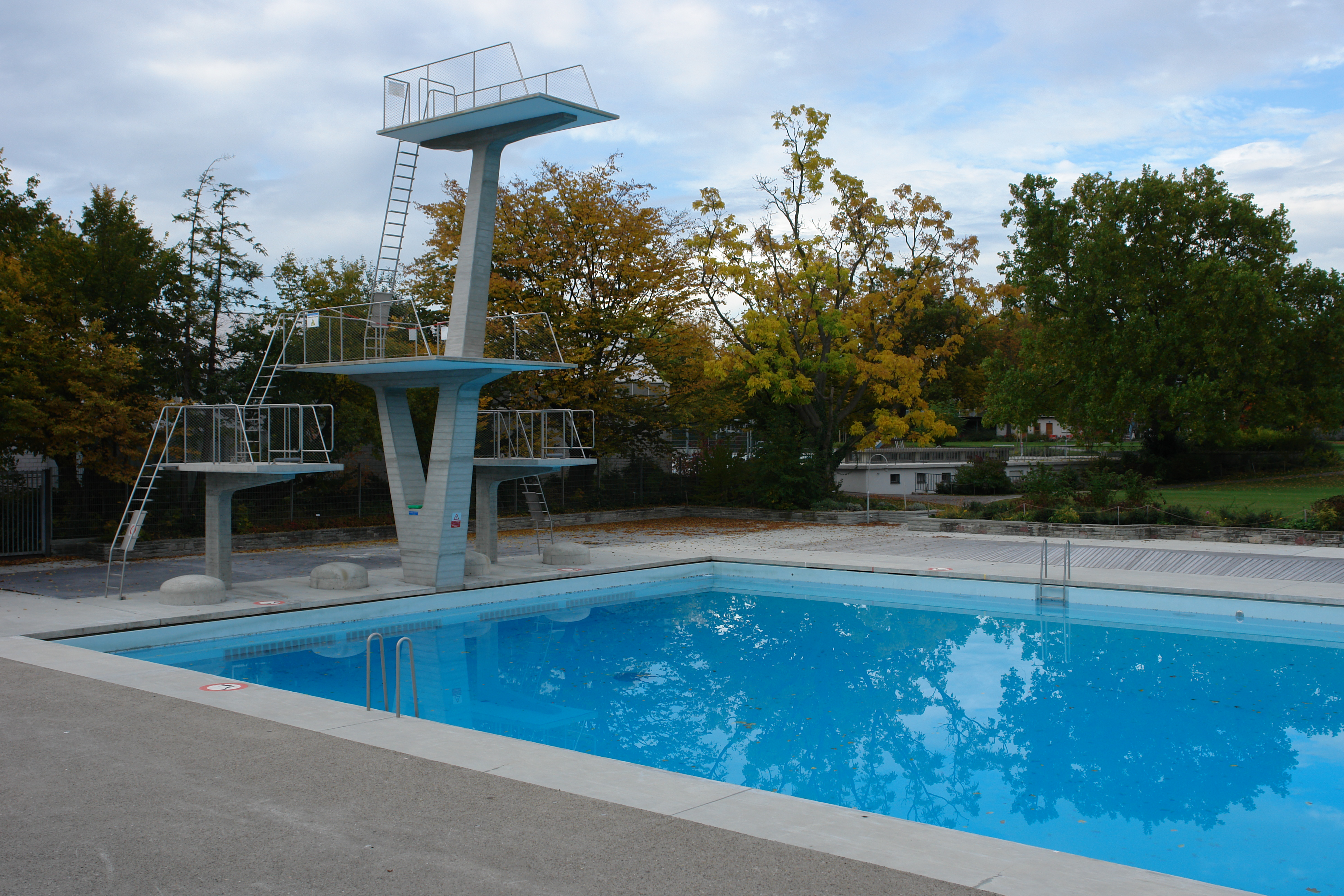
10-Meter-Sprungturm am Sportbecken des Freibads Letzigraben

1943 gewann Frisch unter 65 eingereichten Arbeiten den Architekturwettbewerb der Stadt Zürich für den Bau des Freibads Letzigraben (umgangssprachlich auch Letzibad oder Max-Frisch-Bad genannt). Er eröffnete daraufhin sein eigenes Architekturbüro und beschäftigte zeitweise zwei Zeichner. Wegen kriegsbedingter Materialknappheit konnte der Bau erst 1947 beginnen. Das 1949 eröffnete Bad steht heute unter Denkmalschutz und wurde 2006/2007 im Zuge einer Totalsanierung wieder weitgehend in den Originalzustand gebracht. Es ist Frischs einziger öffentlicher Bau und gilt mit seinen gestalterischen Qualitäten aus architekturgeschichtlicher Sicht als Referenzentwurf.

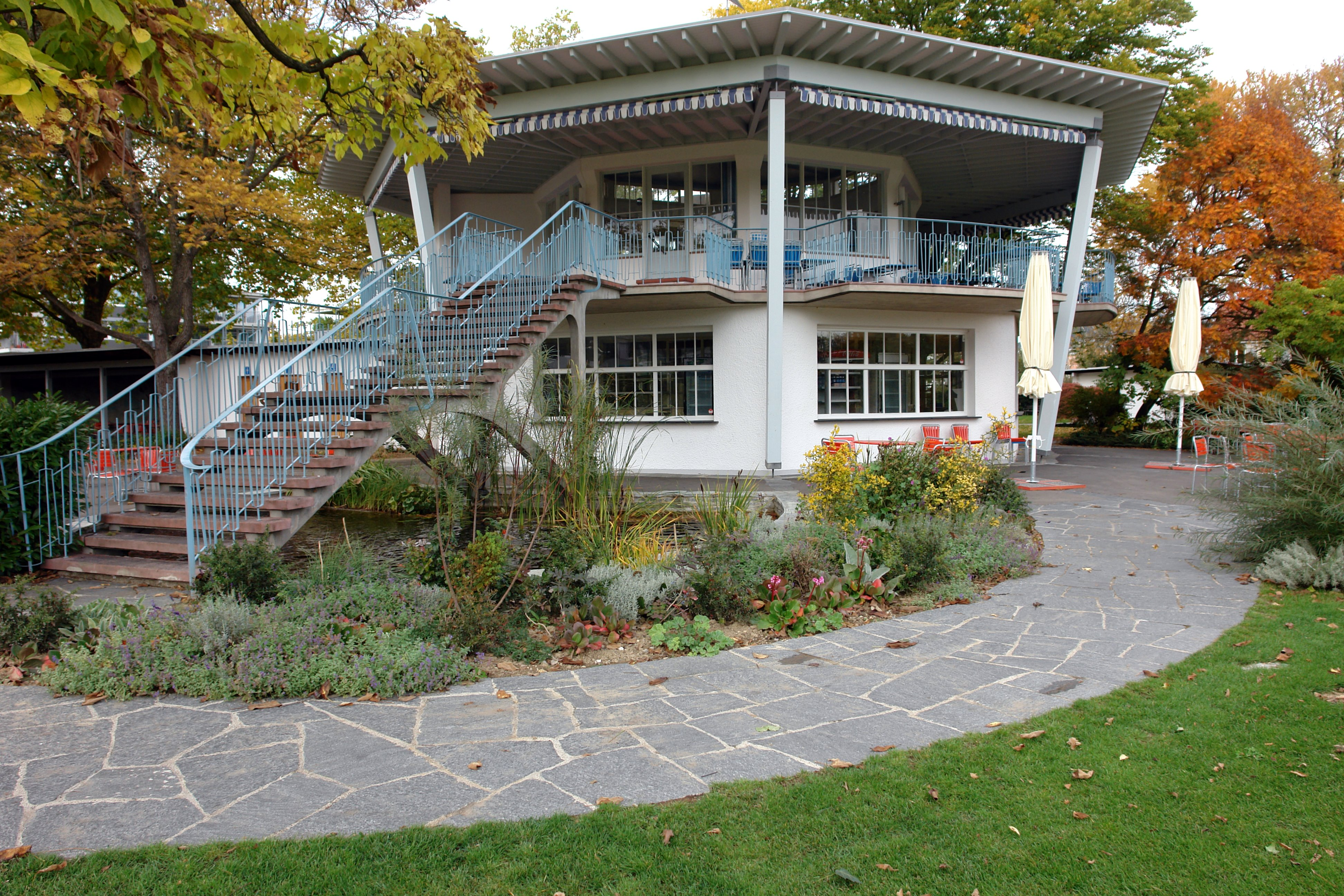
Von Frisch entworfener Restaurantpavillon im Freibad Letzigraben

Insgesamt entwarf Frisch ein gutes Dutzend Bauwerke, von denen neben dem Freibad einzig zwei Einfamilienhäuser für seinen Bruder Franz sowie ein Landhaus für den Haarwasserfabrikanten K. F. Ferster umgesetzt wurden. Letzterer stellte vor Gericht hohe Schadensersatzansprüche gegen Frisch, nachdem dieser ohne Rücksprache die ursprünglich vereinbarten Maße des Treppenhauses geändert hatte. Frisch rächte sich, indem er dem Protagonisten seines Dramas Biedermann und die Brandstifter den Beruf eines Haarwasserfabrikanten zuschrieb. Auch während seiner Tätigkeit als Architekt hielt Frisch sich meist nur vormittags in seinem Büro auf. Einen großen Teil seiner Zeit widmete er weiterhin der Schriftstellerei.

### Arbeiten für das Theater
Frisch besuchte schon während des Studiums regelmäßig Vorstellungen am Schauspielhaus Zürich, das in der Zeit des Nationalsozialismus deutsche Exilanten aufnahm und ein hochkarätiges Programm bot. Der Dramaturg und spätere Vizedirektor Kurt Hirschfeld ermutigte Frisch 1944 zu Arbeiten für das Theater und bot ihm Unterstützung bei deren Umsetzung an. In seinem ersten Stück Santa Cruz (1944, Uraufführung 1946) stellte der seit Kurzem verheiratete Frisch die Frage, wie sich Träume und Sehnsüchte des Einzelnen mit dem Eheleben vereinbaren lassen. Schon in dem 1944 veröffentlichten Roman J’adore ce qui me brûle oder Die Schwierigen hatte er die Unvereinbarkeit von künstlerischer und bürgerlicher Existenz betont und dabei, in Weiterentwicklung des Protagonisten seines ersten Romans, eine misslingende Liebesbeziehung des Malers Jürg Reinhart geschildert. Im Prosatext Bin oder Die Reise nach Peking griff er die Problematik 1945 nochmals auf.

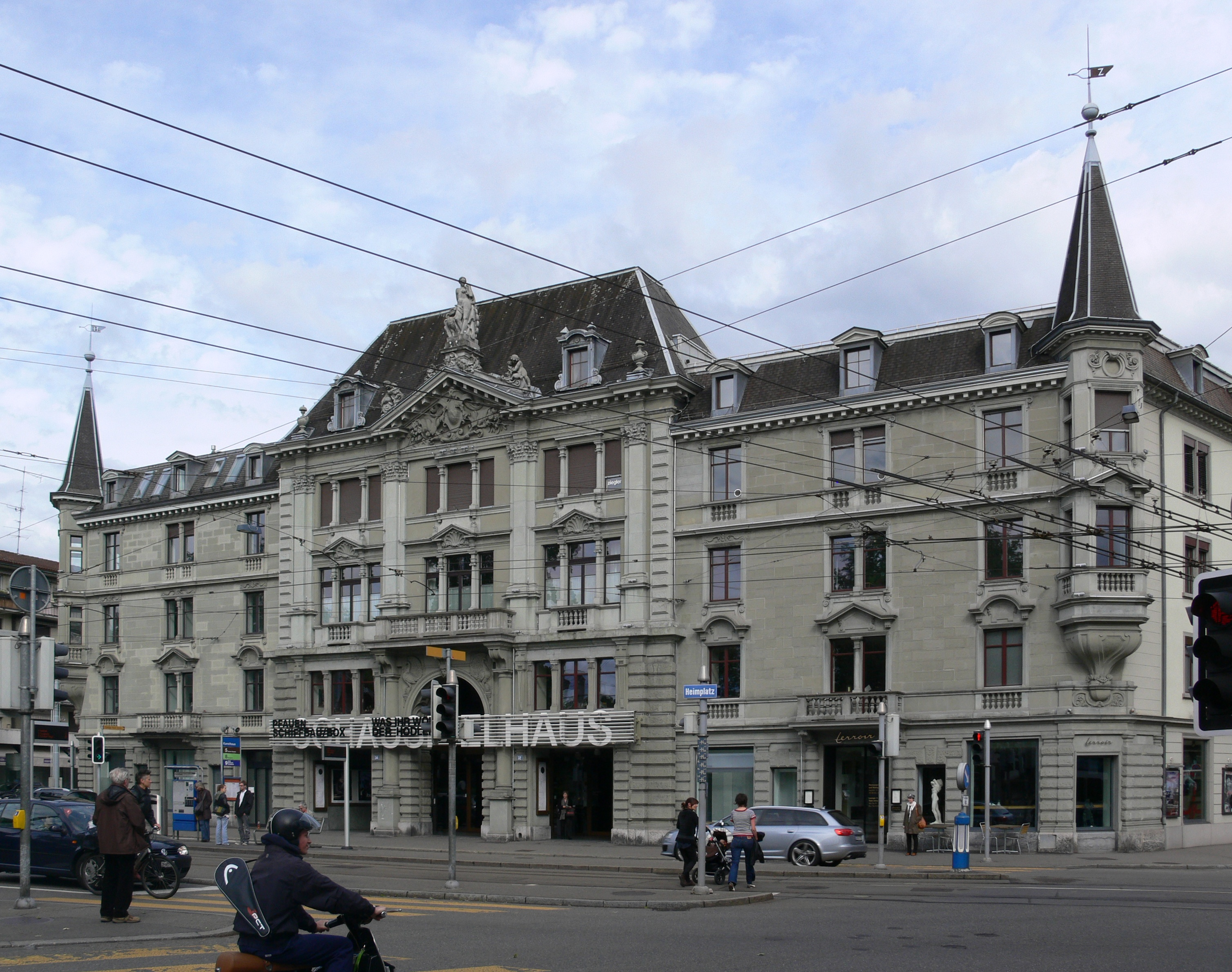
Schauspielhaus Zürich

Die beiden folgenden Theaterstücke stehen unter dem Eindruck des Kriegs: Nun singen sie wieder (1945) wirft die Frage nach der persönlichen Schuld von Soldaten auf, die unmenschliche Befehle ausführen, und behandelt sie aus subjektiver Perspektive der Betroffenen. Das Stück vermeidet undifferenzierte Wertungen und wurde 1946/47 auch auf deutschen Bühnen gespielt. Die NZZ warf Frisch hingegen auf der Titelseite vor, den Terror des Nationalsozialismus zu „verbrämen“, und weigerte sich, eine Erwiderung des Autors abzudrucken. Die Chinesische Mauer (1946) setzt sich mit der Möglichkeit auseinander, dass die Menschheit sich mittels der gerade erfundenen Atombombe selbst ausrotten könnte. Das Stück sorgte für öffentliche Diskussionen; heute ist es im Vergleich zu Friedrich Dürrenmatts Die Physiker (1962) und Heinar Kipphardts In der Sache J. Robert Oppenheimer (1964) weitgehend in Vergessenheit geraten.
Die Zusammenarbeit mit Hirschfeld ermöglichte Frisch Bekanntschaften, die ihn wesentlich beeinflussten: So lernte er 1946 Carl Zuckmayer kennen und 1947 den jungen Friedrich Dürrenmatt, mit dem ihn trotz Differenzen im künstlerischen Selbstverständnis eine langjährige Freundschaft verband, in der jedoch auch eine gewisse Rivalität mitschwang. Im selben Jahr traf Frisch Bertolt Brecht, dessen Arbeit er bewunderte und mit dem er sich nun regelmäßig über künstlerische Fragen austauschte. Brecht ermunterte Frisch zu weiteren Stücken und wies ihn auf die gesellschaftliche Verantwortung des Künstlers hin. Obwohl Brechts Einfluss in Frischs kunsttheoretischen Ansichten und einigen praktischen Arbeiten erkennbar ist, zählt Frisch nicht zu den Schülern Brechts. Er bewahrte sich eine eigenständige Position, die insbesondere durch Skepsis gegenüber der traditionellen politischen Lagerbildung gekennzeichnet war. Dies kommt besonders in dem Stück Als der Krieg zu Ende war zum Ausdruck, in dem Frisch Augenzeugenberichte über die Rote Armee als Besatzungsmacht verarbeitet.
Im April 1946 reiste Frisch zusammen mit Hirschfeld ins Nachkriegsdeutschland. Im August 1948 besuchte er einen internationalen Friedenskongress in Breslau, zu dem zahlreiche Intellektuelle eingeladen waren, die zur politischen Vermittlung zwischen Ost und West beitragen sollten. Da die Gastgeber den Kongress jedoch als Propagandaplattform missbrauchten und kaum ein Austausch zwischen den Gästen stattfand, reiste Frisch vorzeitig nach Warschau weiter, um in seinen Notizheften weiter eigenständige Eindrücke zu sammeln. Dennoch unterstellte ihm die NZZ nach seiner Rückkehr Sympathien mit dem Kommunismus und weigerte sich wiederum, eine Gegendarstellung abzudrucken, so dass Frisch die Zusammenarbeit mit der Zeitung aufkündigte. Seine Teilnahme am Kongress hatte noch eine weitere Konsequenz: Die Schweizer Bundespolizei legte über Frisch eine Fiche an und bespitzelte ihn bis fast an sein Lebensende, siehe auch die postume Veröffentlichung Ignoranz als Staatsschutz?.

### Durchbruch als Romancier und freier Schriftsteller

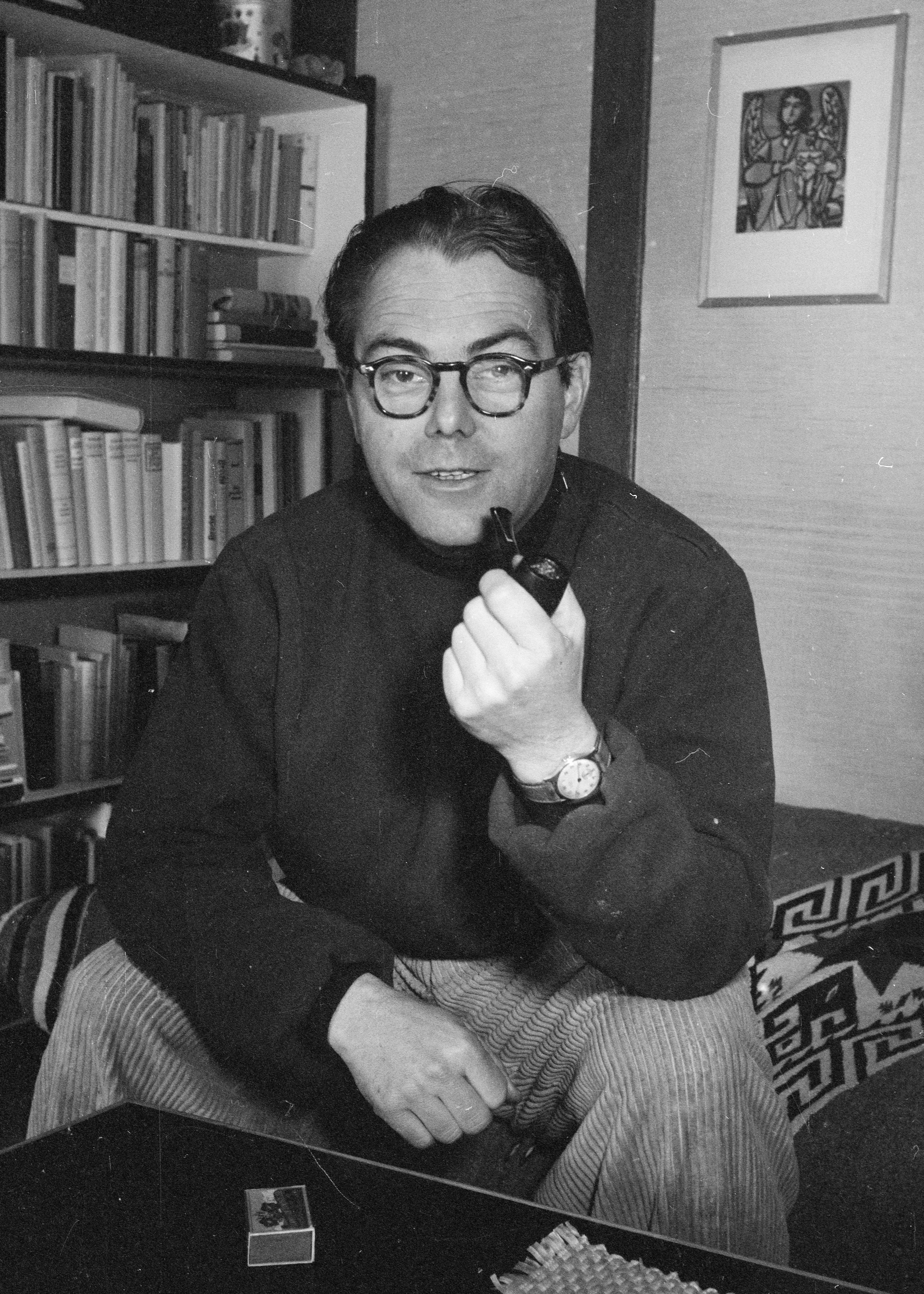
Max Frisch (1955)

Aus den etwa 130 Notizheften, die Frisch in der Nachkriegszeit anlegte, ging 1947 zunächst das literarische Tagebuch mit Marion hervor. Peter Suhrkamp ermutigte Frisch, das Konzept weiter auszubauen, und gab durch persönliche Rückmeldung zu den Texten konkrete Anregungen. 1950 erschien im neu gegründeten Suhrkamp Verlag das Tagebuch 1946–1949, ein Mosaik aus Reiseberichten und autobiografischen Betrachtungen, politischen und literaturtheoretischen Essays sowie literarischen Skizzen, die Frischs Dramen und wesentliche Motive seines erzählerischen Schaffens des kommenden Jahrzehnts vorwegnahmen. Kritiker bescheinigten dem Werk, dass es der Gattung des literarischen Tagebuchs neue Impulse gebe, und seinem Autor, den „Anschluss ans europäische Niveau“ gefunden zu haben. Der kommerzielle Erfolg setzte erst mit der Neuauflage 1958 ein.
1951 folgte das im Tagebuch bereits skizzierte Drama Graf Öderland um einen Staatsanwalt, der vom bürgerlichen Leben gelangweilt ist und sich auf die Suche nach absoluter Freiheit begibt, wobei er mit einer Axt jeden ermordet, der sich diesem Ziel in den Weg stellt. Öderland endet als Anführer einer revolutionären Freiheitsbewegung und erhält durch diese Position Macht und Verantwortung, die ihn ebenso unfrei machen, wie er es zu Beginn des Stücks war. Das Drama wurde bei Publikum und Kritik zu einem klaren Misserfolg, es wurde vielfach als Ideologiekritik missverstanden oder als nihilistisch verurteilt. Frisch hingegen betrachtete Graf Öderland als eines seiner bedeutendsten Werke und arbeitete es für weitere Aufführungen 1956 und 1961 um, ohne damit eine wesentlich beifälligere Rezeption zu erreichen.
Mit einem Stipendium der Rockefeller-Stiftung ausgestattet, bereiste Frisch zwischen April 1951 und Mai 1952 die USA und Mexiko. Während dieser Zeit arbeitete er unter dem Titel Was macht ihr mit der Liebe an einem Vorgänger des späteren Romans Stiller sowie an dem Theaterstück Don Juan oder Die Liebe zur Geometrie, das im Mai 1953 gleichzeitig in Zürich und Berlin uraufgeführt wurde. In diesem Stück kehrt er zur Thematik des Widerstreits zwischen ehelichen Pflichten und intellektuellen Interessen zurück: Die Hauptfigur des Stücks ist ein parodierter Don Juan, der sich in erster Linie für geometrische Studien und das Schachspiel interessiert und Frauen daher nur einen episodischen Platz in seinem Leben einräumt. Nachdem sein gefühlloses Verhalten zahlreiche Tote gefordert hat, verliebt er sich jedoch in eine frühere Prostituierte.
1954 erschien Frischs Roman Stiller, dessen Protagonist Anatol Ludwig Stiller zunächst behauptet, ein anderer zu sein, im Zuge eines Gerichtsverfahrens jedoch gezwungen wird, seine ursprüngliche Identität als Schweizer Bildhauer wieder anzuerkennen. Bis zu ihrem Tod lebt er daraufhin wieder mit der Ehefrau zusammen, die er in seinem früheren Leben verlassen hatte. Der Roman, der Elemente des Kriminalromans mit einem authentisch wirkenden, tagebuchartigen Erzählstil verbindet, wurde zu einem kommerziellen Erfolg und brachte Frisch eine breite Anerkennung als Schriftsteller ein. Zugleich lobte die Kritik die komplexe Konstruktion und Perspektivik sowie die Verbindung von philosophischen Einsichten mit autobiografischen Erfahrungen. Die These der Unvereinbarkeit von Kunst und Familie tauchte auch im Stiller wieder auf. Nach dessen Erscheinen zog Frisch, der während seiner Ehe zahlreiche Liebschaften pflegte, die Konsequenzen, trennte sich von seiner Familie und bezog in Männedorf in einem Bauernhaus eine eigene kleine Wohnung. Nachdem das Schreiben schon einige Jahre in Folge seine Haupteinnahmequelle gewesen war, schloss er im Januar 1955 auch sein Architekturbüro, um nun ganz als freier Schriftsteller zu arbeiten.
Ende 1955 begann Frisch mit der Arbeit an dem Roman Homo faber, der 1957 veröffentlicht wurde. Er handelt von einem Ingenieur, der mit seiner rein technisch-rationalen Weltsicht am realen Leben scheitert. Homo faber wurde in den Schulkanon aufgenommen und zu einem von Frischs meistgelesenen Büchern. Die Routen des Protagonisten spiegeln Frischs eigene Reisen während der Entstehungszeit des Romans wider. Sie führten ihn 1956 nach Italien, dann nach einer Schiffspassage über den Atlantik ein zweites Mal in die Vereinigten Staaten, nach Mexiko und Kuba und im Folgejahr nach Griechenland.

### Erfolge am Theater und Beziehung zu Ingeborg Bachmann

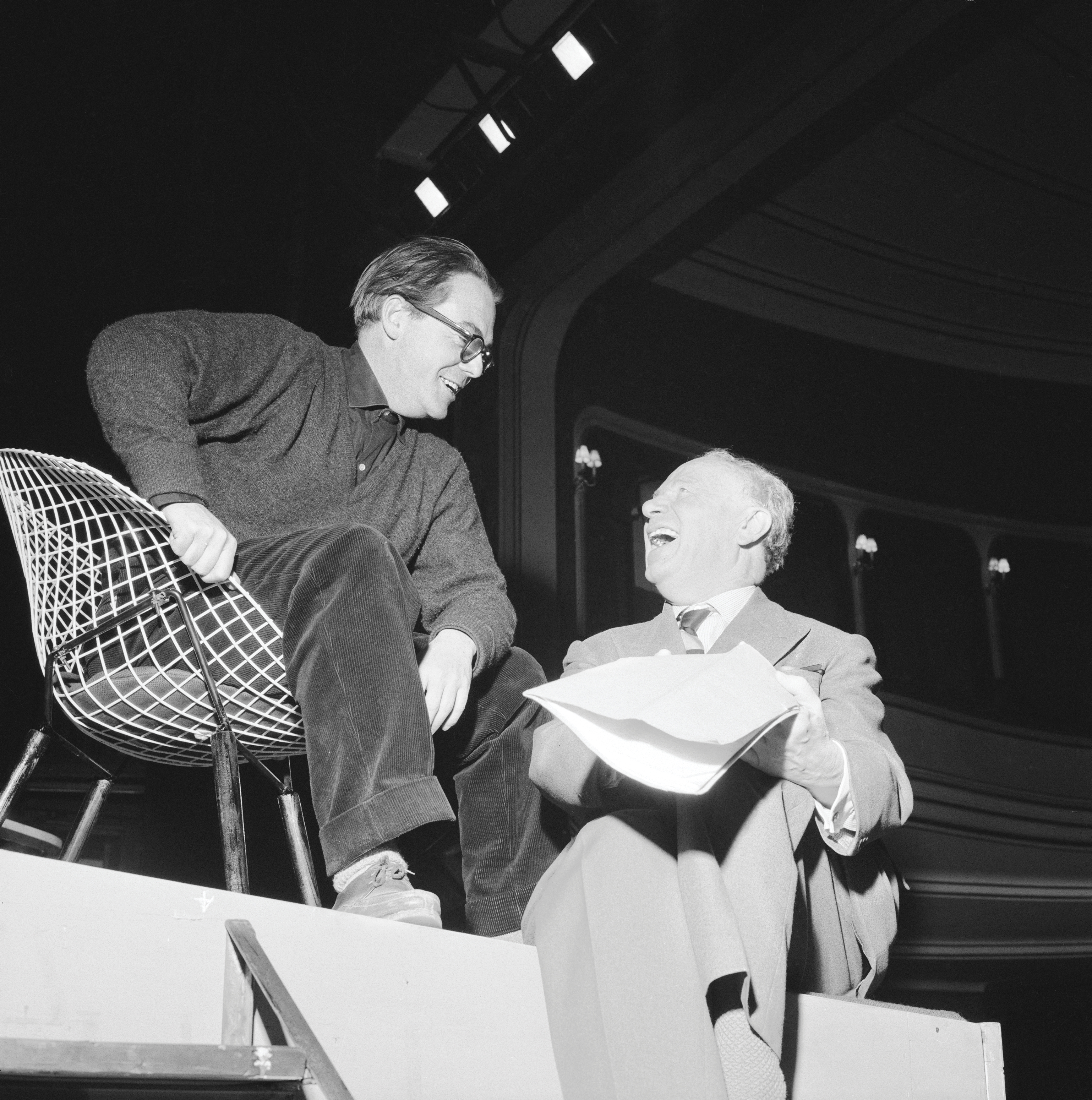
Bei den Proben zu Biedermann und die Brandstifter mit Oskar Wälterlin 1958

Das 1958 uraufgeführte Theaterstück Biedermann und die Brandstifter etablierte Frisch als Dramatiker von Weltrang. Es handelt von einem Kleinbürger, der Hausierern Unterschlupf gewährt und trotz deutlicher Anzeichen nicht dagegen einschreitet, dass diese sein Haus niederbrennen. Erste Skizzen waren bereits 1948 unter dem Eindruck der kommunistischen Machtübernahme in der Tschechoslowakei entstanden und im Tagebuch 1946–1949 erschienen; 1953 hatte der Bayerische Rundfunk eine Hörspielfassung ausgestrahlt. Frischs Absicht war es, das Selbstvertrauen des Zuschauers zu erschüttern, dass er in einer ähnlichen Gefahrensituation besonnener reagieren würde. Als das Schweizer Publikum das Stück zunächst als reine Warnung vor dem Kommunismus auffasste, fühlte er sich missverstanden. Für die deutsche Uraufführung fügte er daher ein „Nachspiel“ hinzu, das nun als Warnung vor dem Nationalsozialismus verstanden und später wieder gestrichen wurde.

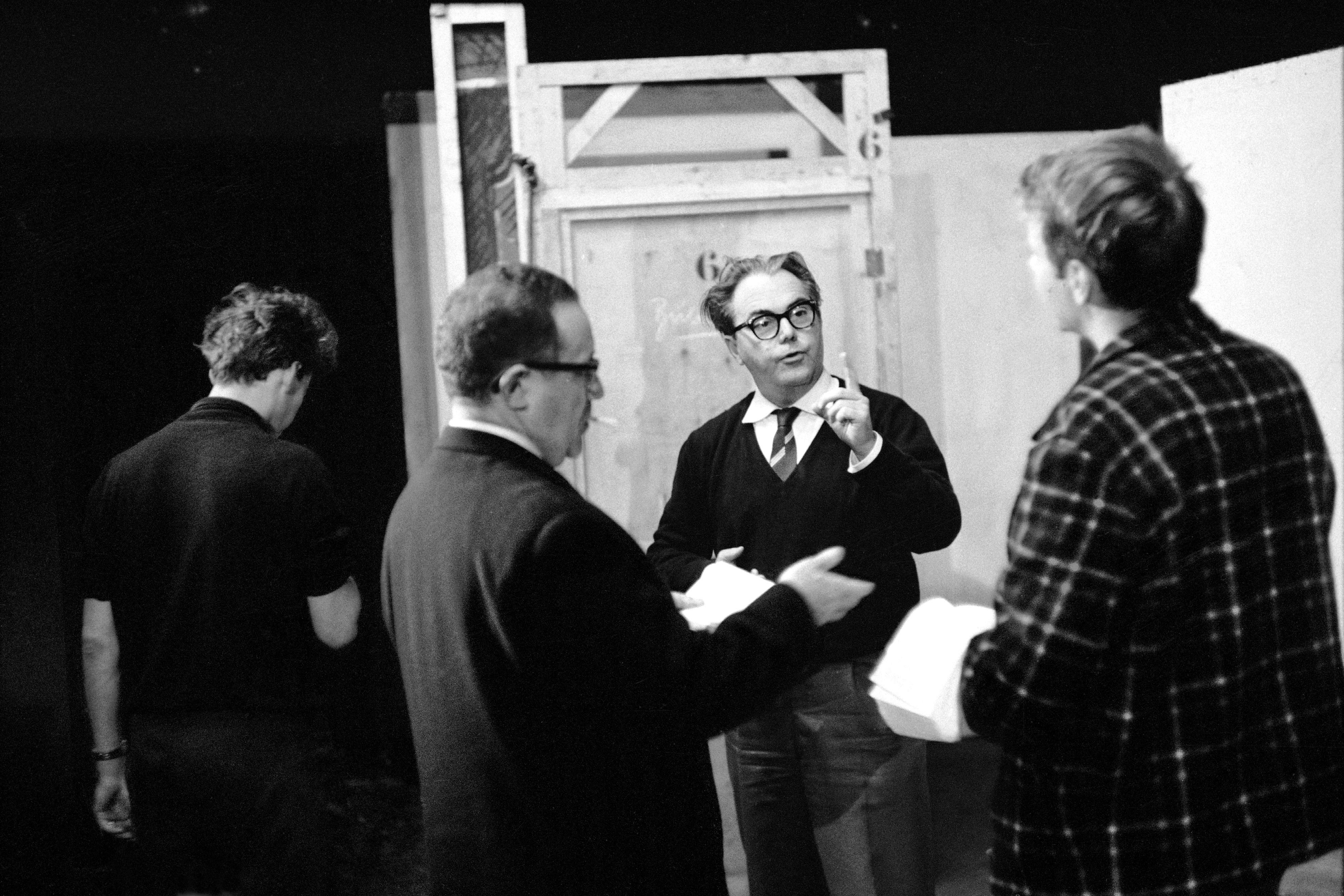
Proben zu Andorra im Schauspielhaus Zürich 1961

Auch das folgende Drama Andorra hatte Frisch bereits im Tagebuch skizziert: Es behandelt die Macht, die ein vorgefasstes Bild der Mitmenschen über den Betroffenen hat. Seine Hauptfigur ist das uneheliche Kind Andri, dessen Vater es als Jude ausgibt. In der Folge muss Andri sich mit antisemitischen Vorurteilen auseinandersetzen und nimmt mit der Zeit Wesenszüge an, die in seiner Umgebung als „typisch jüdisch“ gelten. Der Stoff lag Frisch besonders am Herzen, so dass er innerhalb von drei Jahren fünf Fassungen des Stücks schrieb, bevor es Ende 1961 zur Uraufführung kam. Obwohl es bei Kritik und Publikum erfolgreich war, brachte das Stück Frisch insbesondere nach der Uraufführung in den USA (1963) auch den Vorwurf eines zu leichtfertigen Umgangs mit der jüngsten historischen Wirklichkeit ein. In der Tatsache, dass der vorurteilsbehaftete Umgang mit anderen in Andorra als allgemeiner menschlicher Fehler dargestellt ist, sahen einige Deutsche eine Relativierung der eigenen Schuld.
Im Juli 1958 lernte Frisch die Schriftstellerin Ingeborg Bachmann kennen. Nachdem er bereits seit 1954 von Frau und Kindern getrennt gelebt hatte, ließ er sich 1959 auch offiziell von seiner ersten Frau Gertrud scheiden. Frisch machte Bachmann einen schriftlichen Heiratsantrag, den diese jedoch ablehnte. 1960 bezogen die beiden eine gemeinsame Wohnung in Rom, wo Frisch bis 1965 seinen Lebensmittelpunkt behielt. Zugleich hatten sie eine Wohnung in Uetikon bei Zürich. Die beiden vereinbarten, eine offene Beziehung zu führen, die Affären zuließ, jedoch keine Liebe zu anderen Partnern. Bachmanns Beziehungen zu Hans Magnus Enzensberger im Jahr 1959 und zu Paolo Chiarini im Frühjahr 1962 gefährdeten die Partnerschaft, die schließlich zerbrach, als sich Frisch im Herbst 1962 in Marianne Oellers verliebte. Frisch und Bachmann trennten sich nach einem gemeinsamen Gespräch in Uetikon definitiv im März 1963. Die Beziehung zwischen den beiden war lange von Mythen und Legenden umrankt, die durch den 2022 erschienenen Briefwechsel teilweise korrigiert wurden. Frischs 1964 veröffentlichter Roman Mein Name sei Gantenbein gilt – wie auch später Bachmanns Roman Malina – als literarische Reaktion auf die Beziehung. Der Roman verarbeitet das Ende einer Ehe in einem komplexen Stil des Was-wäre-wenn: Identitäten und Biografien der Hauptpersonen wechseln, wie auch Details des ehelichen Lebens. Der Erzähler probiert alternative Geschichten an „wie Kleider“ und kommt doch zu dem Schluss, dass keine davon seiner Erfahrung völlig gerecht wird. Hier greift Frisch die im Tagebuch 1946–1949 geäußerte Auffassung wieder auf, dass das Wesentliche für die Sprache unsagbar bleibe.
Mit ähnlichen Mitteln gestaltete Frisch das Stück Biografie: Ein Spiel. Von den Missverständnissen um Biedermann und die Brandstifter und Andorra enttäuscht, wandte Frisch sich von der Parabelform ab und suchte nach einer neuen Ausdrucksform, die er als „Dramaturgie der Permutation“ bezeichnete. Im Zentrum des Stücks steht ein Verhaltensforscher, der die Möglichkeit erhält, sein Leben noch einmal zu führen, und dabei letztlich keine wesentlich anderen Entscheidungen treffen kann. Die Zusammenarbeit mit dem Regisseur Rudolf Noelte scheiterte im Herbst 1967, eine Woche vor der angekündigten Premiere. Auch die 1968 zur Aufführung gebrachte Umsetzung unter Leopold Lindtberg stellte weder den Autor noch Kritik und Publikum zufrieden. Frisch hatte die Zuschauer aufrufen wollen, die Möglichkeiten zur Veränderung im Bewusstsein ihrer Beschränktheit voll auszunutzen, und empfand das Stück auf der Bühne letztlich selbst als zu fatalistisch. Erst elf Jahre nach dieser erneuten Enttäuschung kehrte Frisch ans Theater zurück.

### Zweite Ehe mit Marianne Oellers und rege Reisen

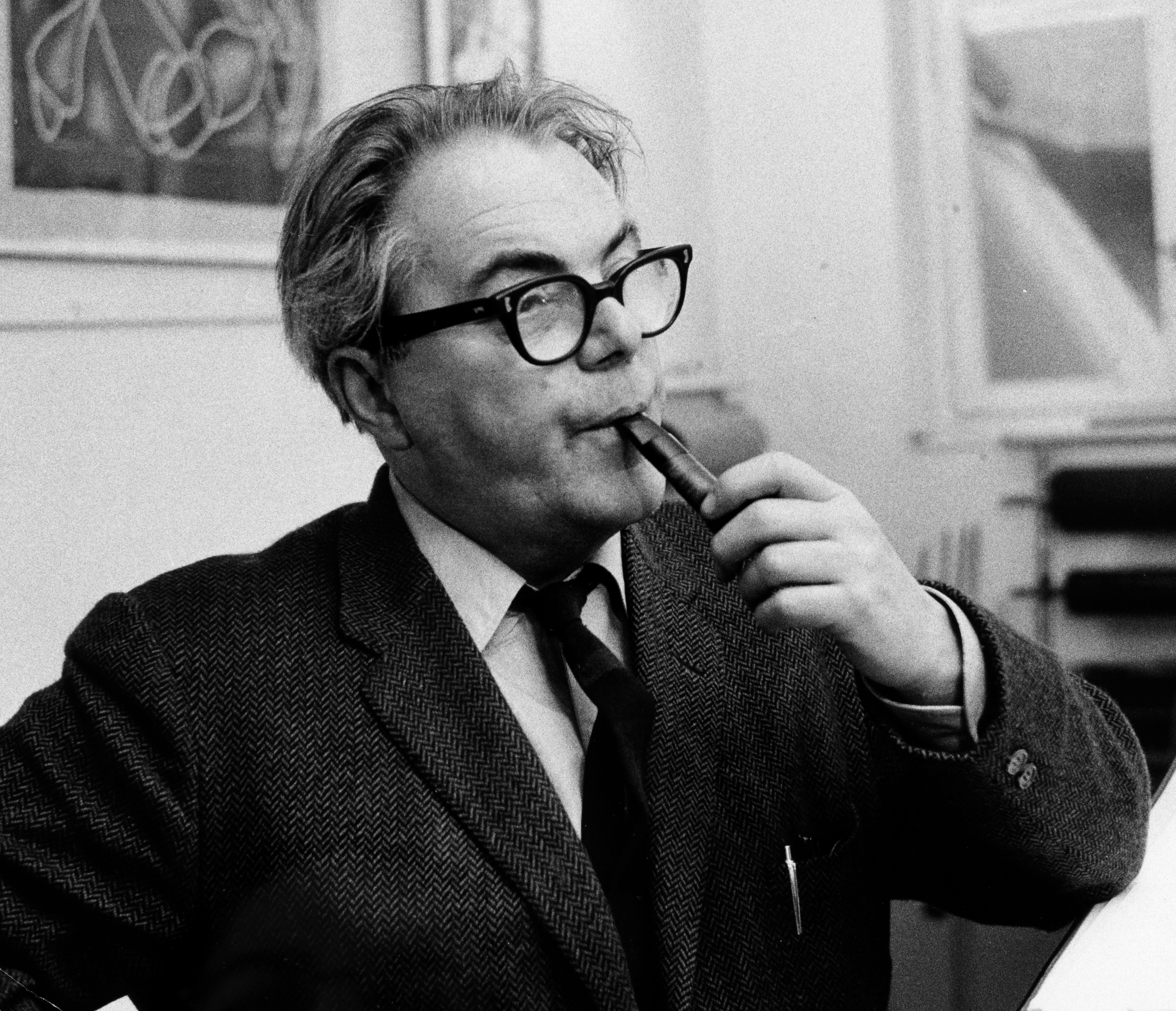
Max Frisch (1967)

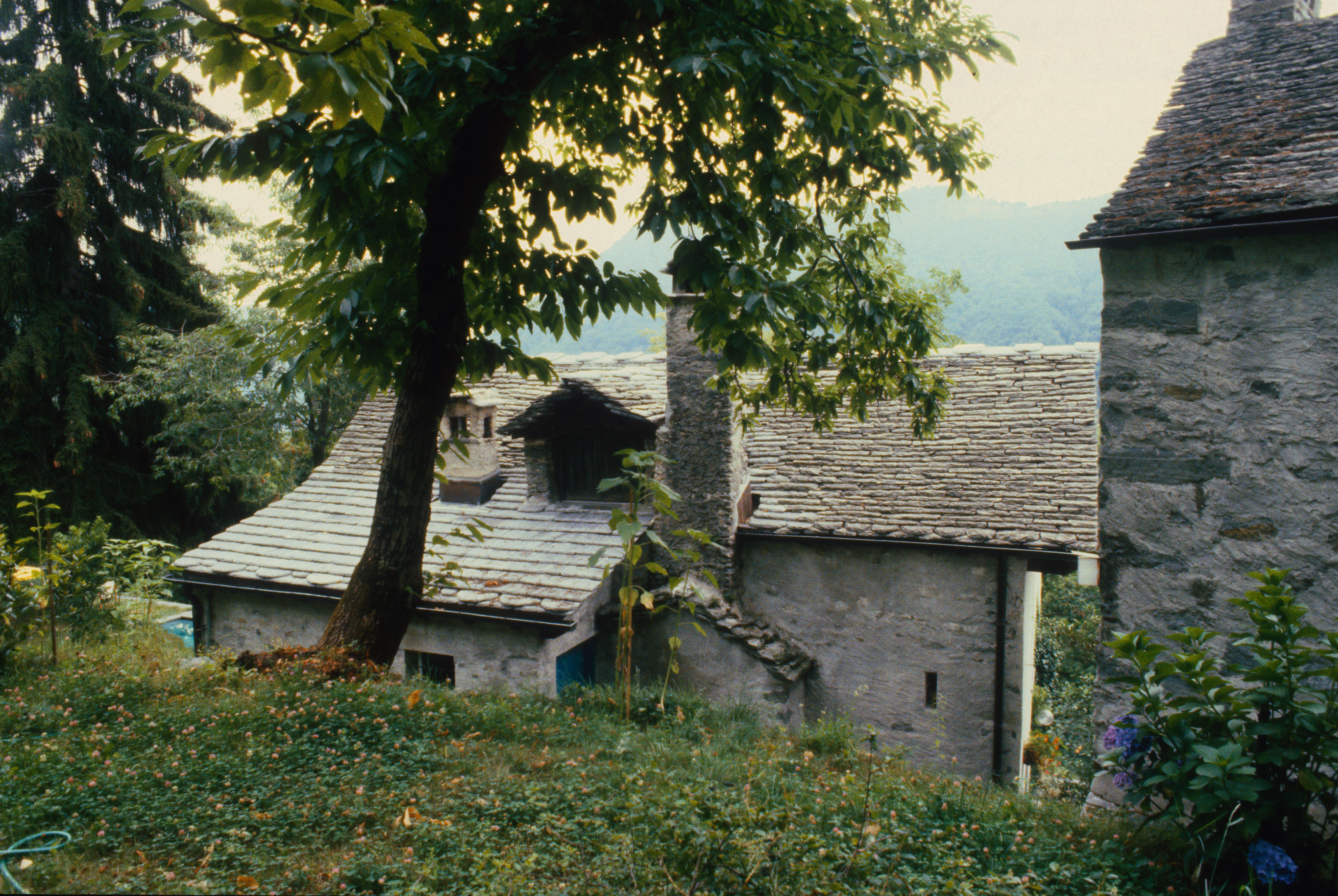
Frischs Haus in Berzona

Im Sommer 1962 begegnete der damals 51-jährige Frisch der 28 Jahre jüngeren Germanistik- und Romanistik-Studentin Marianne Oellers. 1964 bezogen die beiden eine gemeinsame Wohnung in Rom, im Herbst 1965 zogen sie in ein aufwändig renoviertes Häuschen in Berzona im Tessin um. Als „soziales Experiment“ lebte das Paar ab 1966 zeitweise auch in einer Zweitwohnung in der Wohnsiedlung Lochergut, tauschte sie jedoch bald gegen eine Wohnung in Küsnacht am Zürichsee. Ende 1968 heirateten die beiden.
Marianne Oellers begleitete ihren späteren Ehemann auf zahlreichen Reisen: 1963 besuchten sie die amerikanischen Uraufführungen von Biedermann und Andorra, 1965 reisten sie anlässlich der Verleihung des Man’s Freedom Prize nach Jerusalem, wo Frisch die erste offizielle deutschsprachige Rede nach Ende des Zweiten Weltkriegs hielt. Im Bemühen um ein eigenständiges Urteil über das Leben hinter dem „Eisernen Vorhang“ bereisten sie 1966 die Sowjetunion. Anlässlich eines Schriftstellerkongresses kehrten sie zwei Jahre später dorthin zurück und trafen unter anderem die DDR-Schriftsteller Christa und Gerhard Wolf, mit denen sie von nun an eine Freundschaft verband. Nach der Hochzeit folgten 1969 eine Reise nach Japan sowie 1970–1972 ausgedehnte Aufenthalte in den USA. Viele Eindrücke dieser Reisen sind im Tagebuch 1966–1971 wiedergegeben.
Nach der Rückkehr aus den USA nahm das Ehepaar Frisch 1972 eine Zweitwohnung in Berlin im Ortsteil Friedenau, die zunehmend zum Lebensmittelpunkt wurde und 1973–1979 einen intensiven und anregenden Kontakt zu den dortigen Intellektuellen ermöglichte. Auszüge eines Tagebuchs aus dieser Zeit erscheinen erst 2014 unter dem Titel Aus dem Berliner Journal. In seinen Berliner Jahren verstärkte sich Frischs kritische Haltung gegenüber der Schweiz, die sich in Werken wie Wilhelm Tell für die Schule (1970) und dem Dienstbüchlein (1974) niederschlug, aber auch in der Rede Die Schweiz als Heimat?, die Frisch im Januar 1974 anlässlich der Verleihung des Grossen Schillerpreises der Schweizerischen Schillerstiftung hielt. Obwohl er keine politischen Ambitionen hatte, hegte Frisch Sympathien für Ideen der Sozialdemokratie. Aus persönlicher Verbundenheit mit Helmut Schmidt begleitete er ihn 1975 auf dessen China-Reise und hielt 1977 eine Rede auf dem SPD-Parteitag.
Im Mai 1974 hatte Frisch auf einer Lesetour in den USA eine Affäre mit der 32 Jahre jüngeren Amerikanerin Alice Locke-Carey. Diese Begegnung im Dorf Montauk auf Long Island nahm er als Ausgangspunkt der 1975 erschienenen gleichnamigen Erzählung, die sein autobiografischstes Buch wurde und von allen seinen bisherigen Liebesbeziehungen berichtet, einschließlich der Ehe mit Marianne und deren Seitensprung mit dem amerikanischen Schriftsteller Donald Barthelme. Anlässlich der Veröffentlichung kam es zwischen den Eheleuten zu einem offenen Streit über das Verhältnis von Öffentlichem und Privatem und in der Folge zu einer zunehmenden Entfremdung. 1979 wurde die Ehe geschieden.

### Spätwerk und Alter

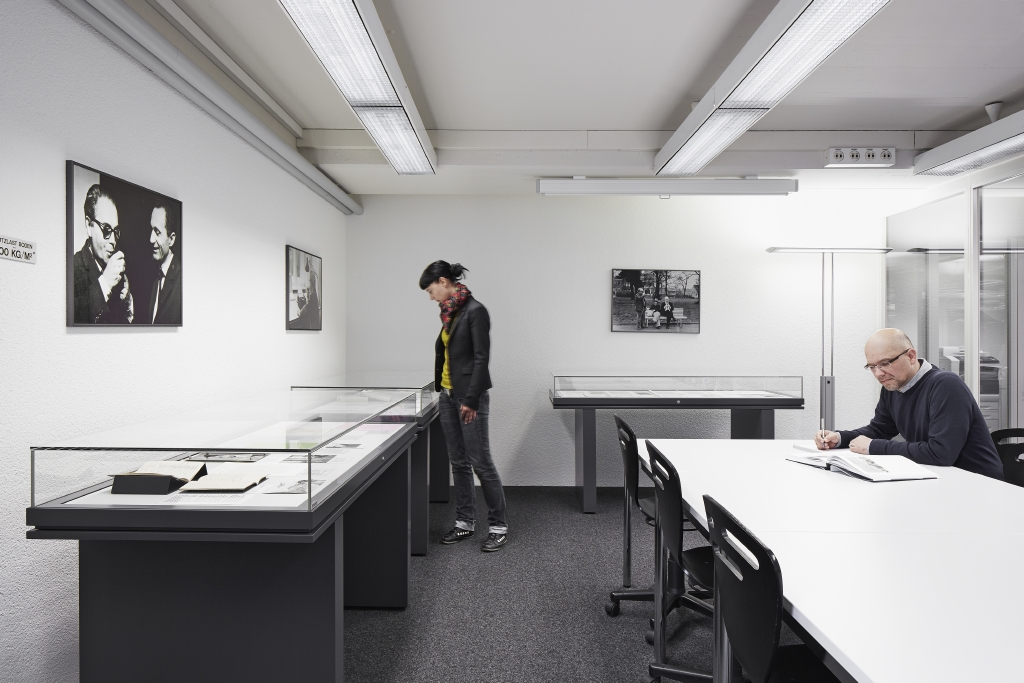
Max Frisch-Archiv an der ETH Zürich

Nachdem Frisch 1978 ernsthafte gesundheitliche Probleme durchlebt hatte, wurde im Oktober 1979 unter seiner Mitwirkung die Max-Frisch-Stiftung gegründet, die mit der Verwaltung seines Nachlasses beauftragt wurde. Ihre wichtigste Einrichtung bildet das Max Frisch-Archiv, das sich an der ETH Zürich befindet und seit 1983 öffentlich zugänglich ist.
Alter und Vergänglichkeit rückten nun zunehmend ins Zentrum von Frischs Werk. 1976 nahm er die Arbeit an dem im Totenreich spielenden Theaterstück Triptychon auf, das im April 1979 in einer Hörspielfassung gesendet wurde und im Oktober desselben Jahres in Lausanne zur Uraufführung kam. Eine Aufführung in Frankfurt am Main scheiterte am Widerstand des dortigen Ensembles, das das Stück als zu unpolitisch ablehnte. Die Premiere am Burgtheater in Wien betrachtete Frisch als gelungen, das Publikum reagierte jedoch zurückhaltend auf das komplex konstruierte Werk.
1980 nahm Frisch erneut Kontakt zu Alice Locke-Carey auf und lebte mit ihr bis 1984 abwechselnd in New York und in Berzona. In den USA war Frisch inzwischen ein geschätzter Schriftsteller, unter anderem erhielt er 1980 die Ehrendoktorwürde des Bard College und 1982 die der City University of New York. Die Übersetzung von Der Mensch erscheint im Holozän wurde von den Kritikern der New York Times als beste Erzählung des Jahres 1980 ausgezeichnet. Der Text berichtet von einem pensionierten Industriellen, der unter dem Verlust eigener geistiger Fähigkeiten und dem Schwund mitmenschlicher Beziehungen leidet. Frisch bemühte sich in diesem Text um Authentizität, wehrte sich jedoch gegen eine allzu autobiografische Deutung. Nach Abschluss der 1979 erschienenen Arbeit erlebte Frisch eine Schreibblockade, die er erst im Herbst 1981 mit dem Prosatext Blaubart überwand.
1984 kehrte Frisch nach Zürich zurück, wo er nun bis zu seinem Tode lebte. 1983 begann die Beziehung zu seiner letzten Lebensgefährtin Karin Pilliod, mit der er 1987 am Moskauer „Forum für eine atomwaffenfreie Welt“ teilnahm. Nach Frischs Tod berichtete Pilliod davon, dass er in den Jahren 1952–1958 eine Liebesbeziehung mit ihrer Mutter Madeleine Seigner-Besson unterhalten habe. Im März 1989 wurde bei Frisch unheilbarer Darmkrebs diagnostiziert. Im selben Jahr erfuhr er im Rahmen der Fichenaffäre, dass er seit seiner Teilnahme am internationalen Friedenskongress 1948 wie viele andere Schweizer Bürger von den Behörden bespitzelt worden war. Am 1. August 1990 erhielt er (zensurierten) Zugang zu den behördlichen Aufzeichnungen und verfasste vor Ende 1990 dazu den Kommentar Ignoranz als Staatsschutz?, in dem er zu einzelnen Aktenteilen Stellung nahm: Seine Fiche sei „ein Dokument der Ignoranz, der Borniertheit, der Provinzialität“. Der Text wurde 2015 bei Suhrkamp als Buch veröffentlicht.

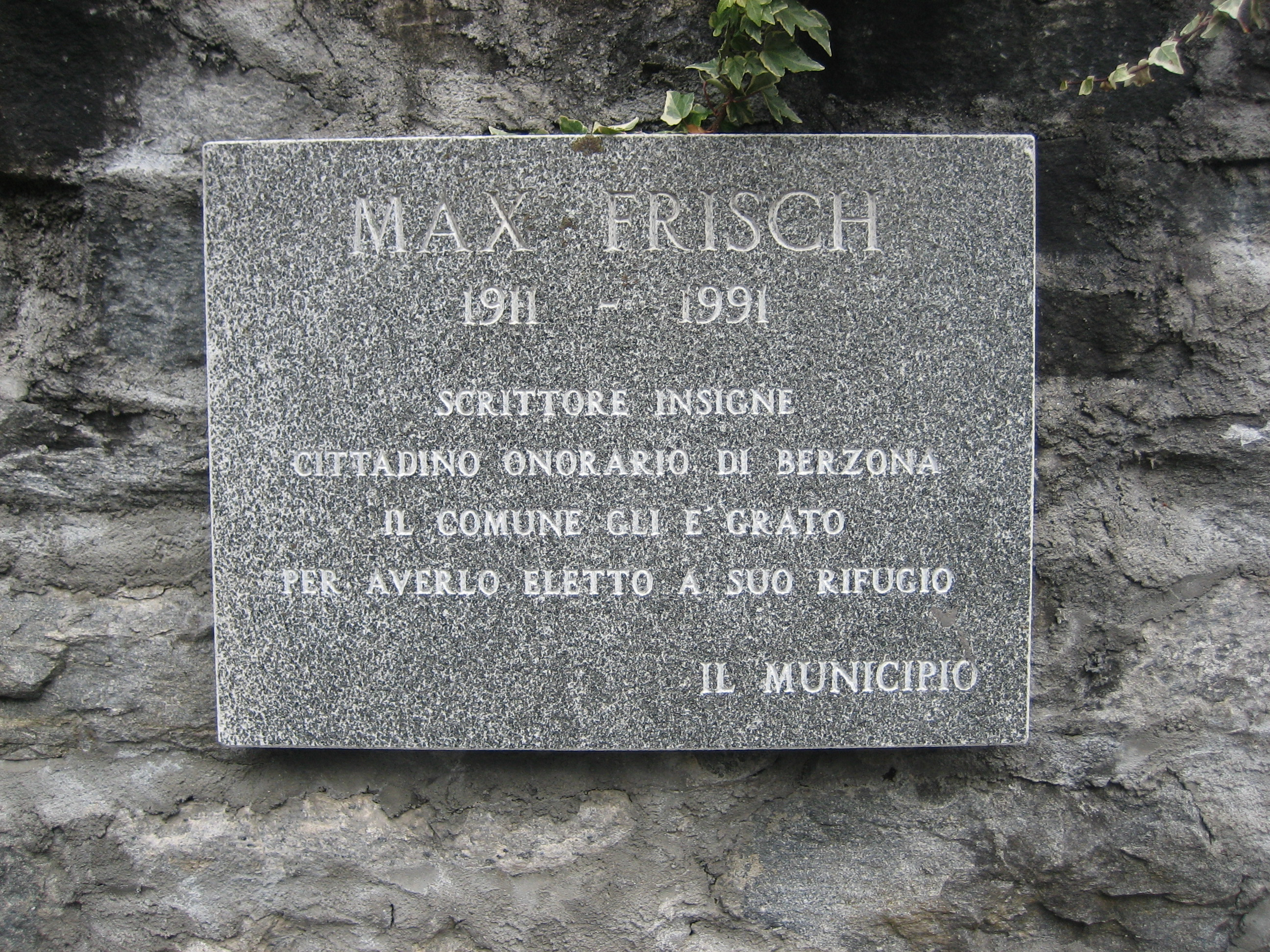
Gedenktafel in Berzona

Frisch regelte die Umstände seiner Bestattung. Er engagierte sich noch im Rahmen der Diskussion über die Abschaffung der Schweizer Armee und veröffentlichte den Prosatext Schweiz ohne Armee? Ein Palaver sowie eine Bühnenfassung davon, Jonas und sein Veteran. Max Frisch starb am 4. April 1991, mitten in den Vorbereitungen zu seinem 80. Geburtstag. Die Trauerfeier fand am 9. April 1991 in St. Peter statt. Es sprachen seine Freunde Peter Bichsel und Michel Seigner. Karin Pilliod verlas eine Erklärung, es kam kein Geistlicher zu Wort. Frisch war ein Agnostiker, der jedes Glaubensbekenntnis für überflüssig befand. Die Asche Max Frischs wurde bei einem Erinnerungsfest seiner Freunde im Tessin in ein Feuer gestreut; eine Tafel an der Friedhofsmauer des Ortes Berzona erinnert an ihn.

## Literarisches Werk

### Gattungen

#### Das Tagebuch als literarische Form
Das Tagebuch gilt als die für Frisch typische Prosaform. Hiermit ist weder ein privates Tagebuch gemeint, dessen Veröffentlichung der voyeuristischen Befriedigung der Leserschaft dienen würde, noch ein „journal intime“ im Sinne Henri-Frédéric Amiels, sondern vielmehr eine literarisch gestaltete Bewusstseinsschilderung in der Tradition James Joyce’ und Alfred Döblins, die neben der Schilderung realer Fakten Fiktionalität als gleichberechtigtes Mittel der Wahrheitsfindung akzeptiert. Nach dem Vorsatz, die Schriftstellerei aufzugeben, hatte Frisch unter dem Eindruck einer als existenziell empfundenen Bedrohung durch den Militärdienst angefangen ein Kriegstagebuch zu führen, das 1940 unter dem Titel Blätter aus dem Brotsack veröffentlicht wurde. Anders als seine früheren Arbeiten konnten die literarischen Ergebnisse in Tagebuchform vor ihrem Autor bestehen. Frisch fand so zu der Form, die sein weiteres Prosawerk bestimmte. Er veröffentlichte zwei weitere literarische Tagebücher aus den Zeiträumen 1946–1949 bzw. 1966–1971. Das Typoskript für ein drittes, 1982 begonnenes Tagebuch wurde 2009 in den Unterlagen von Frischs Sekretärin entdeckt. Bis dahin war man davon ausgegangen, dass Frisch dieses Werk als 70-Jähriger vernichtet hatte, weil er sich dessen kreativer Gestaltung aufgrund eines zunehmenden Verlusts seines Kurzzeitgedächtnisses nicht mehr gewachsen fühlte. Als das Typoskript 2010 veröffentlicht wurde, erhielt es aufgrund seines fragmentarischen Charakters den Titel Entwürfe zu einem dritten Tagebuch.
Viele zentrale Werke Frischs sind als Skizze bereits im Tagebuch 1946–1949 angelegt, darunter die Dramen Graf Öderland, Andorra, Don Juan und Biedermann und die Brandstifter, aber auch Elemente des Romans Stiller. Gleichzeitig sind die Romane Stiller und Homo faber sowie die Erzählung Montauk als Tagebuch ihres jeweiligen Protagonisten angelegt; Sybille Heidenreich weist darauf hin, dass auch die offene Erzählform des Romans Mein Name sei Gantenbein eng an die Tagebuchform angelehnt ist. Rolf Kieser sieht in der Tatsache, dass die unter Mitwirkung Frischs 1976 herausgegebenen Gesammelten Werke nicht nach Textart, sondern streng chronologisch geordnet sind, die Tagebuchform sogar als Schema auf das Gesamtwerk übertragen.
Frisch selbst vertrat die Auffassung, dass die Tagebuchform die einzige ihm entsprechende Prosaform sei und er sie daher ebenso wenig wählen könne wie die Form seiner Nase. Von fremder Seite gab es dennoch Ansätze, Frischs Wahl der Textform zu begründen: So sieht Friedrich Dürrenmatt darin die „rettende Idee“, die es Frisch im Stiller ermöglicht habe, „aus sich selber eine Gestalt, einen Roman“ zu machen, ohne dabei „der Peinlichkeit [zu] verfallen“. Insbesondere sieht er in der Figur James Larkin Whites, der in Wirklichkeit mit Stiller identisch ist, dies in seinen Aufzeichnungen über Stiller aber stets bestreitet, die Verkörperung des Schriftstellers, der in seinem Werk nicht umhinkann, „sich selbst zu meinen“, dies im Interesse der literarischen Qualität seines Ergebnisses aber ständig verbergen muss. Rolf Kieser weist darauf hin, dass in der Tagebuchform am deutlichsten Frischs Auffassung Rechnung getragen wird, dass Denken immer nur für einen bestimmten Standpunkt und Kontext stimme und es unmöglich sei, mit Sprache ein geschlossenes Bild der Welt oder auch nur eines einzelnen Lebens zu entwerfen.

#### Erzählendes Werk

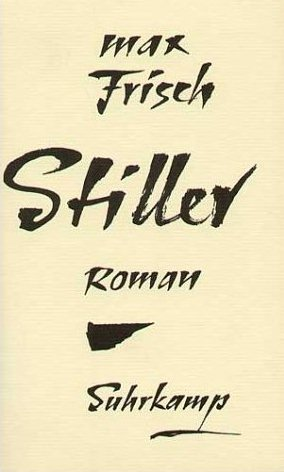
Schutzumschlag der Erstausgabe des Romans Stiller

Obwohl Max Frisch seine ersten Erfolge im Theater feierte und auch selbst später oft betonte, dass er eigentlich vom Theater komme, zählten neben dem Tagebuch vor allem der Roman und die längere Erzählung zu seinen wichtigsten literarischen Formen. Insbesondere in späteren Jahren wandte sich Frisch von der Bühne ab und der Prosa zu. Nach eigenen Angaben fühlte er sich unter den subjektiven Anforderungen des Erzählens wohler als unter den objektiven Anforderungen, die die Arbeit am Theater an ihn richtete.
Frischs Prosawerk lässt sich grob in drei Schaffensphasen einteilen. Sein Frühwerk bis 1943 entstand ausschließlich in Prosa. Darin enthalten waren zahlreiche kurze Skizzen und Essays, die Romane Jürg Reinhart. Eine sommerliche Schicksalsfahrt und seine Fortsetzung J’adore ce qui me brûle oder Die Schwierigen sowie die Erzählung Antwort aus der Stille. Alle drei sind autobiografisch geprägt, alle kreisen um die Entscheidung des jungen Autors zwischen einer bürgerlichen und einer Künstlerexistenz und lassen ihre Protagonisten unterschiedliche Wege aus Frischs persönlichem Dilemma finden: in der Entwicklung zur Autonomie im Erstling, der an einen klassischen Bildungsroman erinnert, im Scheitern des Lebensentwurfs in seiner Fortsetzung, in der Absage an künstlerische Verwirklichung in der Erzählung. Mit seiner zweiten Erzählung Bin oder Die Reise nach Peking war Frisch im Jahr 1945 im bürgerlichen Milieu angekommen und formulierte aus dieser Warte bereits die Ausbruchssehnsucht. Frisch distanzierte sich im Nachhinein von seinem Frühwerk, nannte den Erstling einen „sehr jugendlichen Roman“, die folgende Erzählung eine „sehr epigonale Geschichte“, die zweite Erzählung „Fluchtliteratur“.
Frischs Prosa-Hauptwerk besteht aus den drei Romanen Stiller, Homo faber und Mein Name sei Gantenbein. Unter diesen Werken wird laut Alexander Stephan Stiller „allgemein als Frischs wichtigstes und komplexestes Buch angesehen“, sowohl was seine Form als auch seinen Inhalt betrifft. Gemein ist den drei Romanen die Thematik der Identität und des Verhältnisses zwischen den Geschlechtern. Dabei nimmt Homo faber eine Komplementärposition zu Stiller ein. Hatte Stiller sich gegen die Festlegungen durch andere gewehrt, legt sich Walter Faber, der Protagonist aus Homo faber, selbst auf die Identität des rationalen Technikers fest. Eine dritte Variation des Themas bietet Mein Name sei Gantenbein, dessen Titel bereits die Umkehr des Einleitungssatzes aus Stiller in sich trägt. Statt „Ich bin nicht Stiller!“ heißt es nun „Ich stelle mir vor“. Statt der Suche nach der festen Identität steht das Spiel mit den Identitäten im Mittelpunkt, das Ausprobieren von Biografien und Geschichten.
Auch die drei Erzählungen aus Frischs Spätwerk Montauk, Der Mensch erscheint im Holozän und Blaubart werden in Untersuchungen oft zusammengefasst. Inhaltlich zeichnen sich alle drei Texte durch eine thematische Hinwendung zum Tod, einer Lebensbilanz aus. Formal stehen sie unter dem Motto einer Reduktion von Sprache und Handlungselementen. Volker Hage sah in den drei Erzählungen „eine untergründige Einheit, nicht im Sinn einer Trilogie, […] wohl aber im Sinn eines harmonischen Akkords. Die drei Bücher ergänzen sich und sind doch selbständige Einheiten. […] Alle drei Bücher haben den Tenor der Bilanz, des Abschlusses – bis hinein in die Form, die nur noch das nötigste zuläßt: verknappt, zugeknöpft.“ Frisch schränkte ein: „Die letzten drei Erzählungen haben nur eins gemeinsam: daß sie in der Erprobung der mir möglichen Darstellungsweisen weiter gehen als die Arbeiten vorher.“

#### Dramen

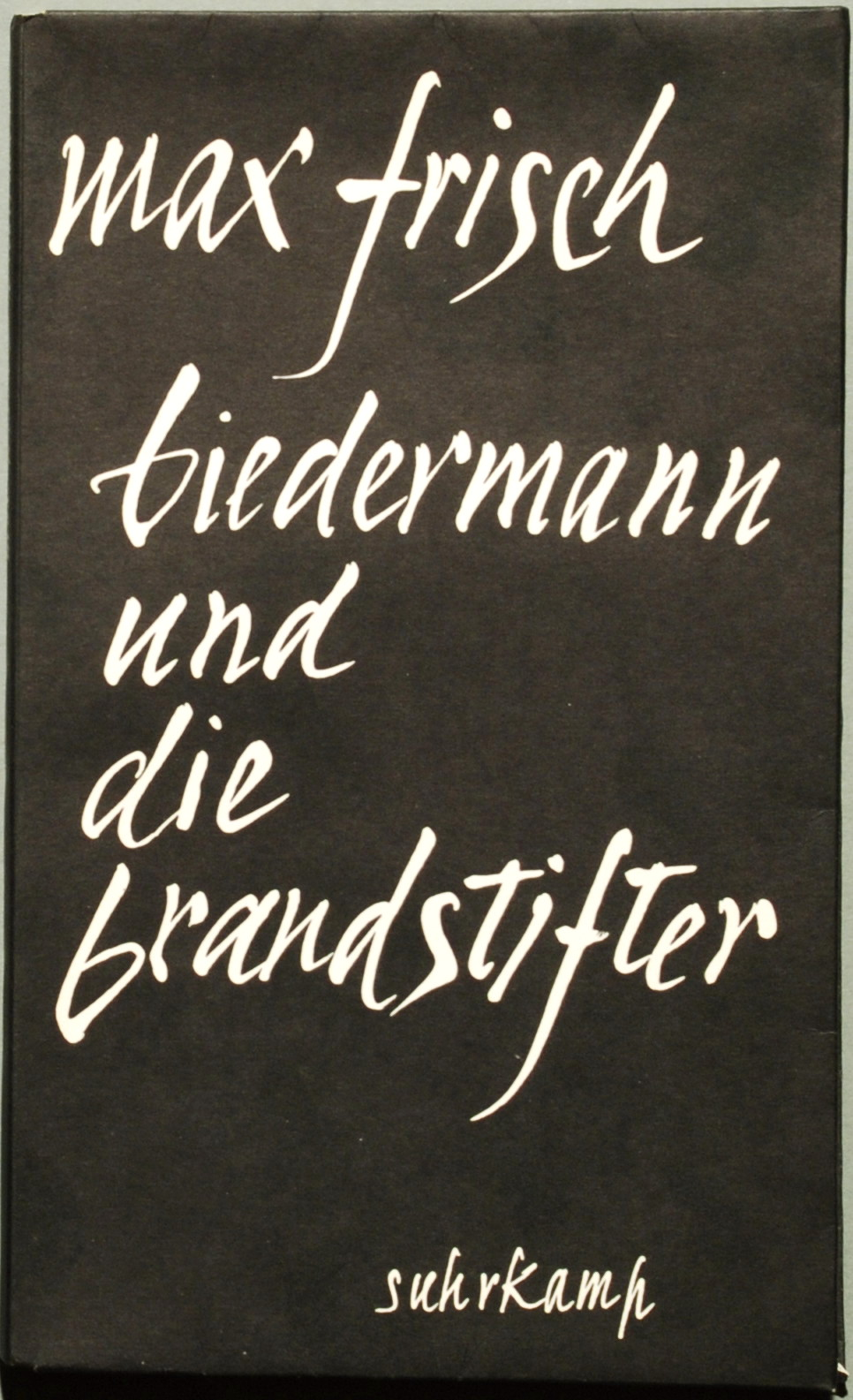
Schutzumschlag der Erstausgabe von Biedermann und die Brandstifter

Die Dramen Max Frischs bis Anfang der 1960er Jahre unterteilte Manfred Jurgensen in drei Gruppen: die frühen Kriegsstücke, die poetischen Stücke wie Don Juan oder Die Liebe zur Geometrie und die dialektischen Stücke. Vor allem mit letzteren, namentlich den Parabeln Biedermann und die Brandstifter, von Frisch als „Lehrstück ohne Lehre“ betitelt, und Andorra feierte Frisch seine größten Bühnenerfolge. Sie gehören zu den erfolgreichsten deutschsprachigen Theaterstücken. Dennoch blieb Frisch unzufrieden wegen der Missverständnisse, die ihre Aufnahme begleitet hatten. In einem Gespräch mit Heinz Ludwig Arnold wandte er sich explizit gegen die gleichnishafte Parabelform: „Ich habe einfach festgestellt, daß ich durch die Form der Parabel mich nötigen lasse, eine Botschaft zu verabreichen, die ich eigentlich nicht habe.“ Ab den 1960er Jahren zog sich Frisch verstärkt vom Theater zurück, seine folgenden Stücke Biografie: Ein Spiel und Triptychon wurden unpolitischer, erreichten aber auch nicht mehr den Publikumserfolg der früheren Werke. Erst kurz vor seinem Tod kehrte Frisch mit Jonas und sein Veteran, der Theaterfassung von Schweiz ohne Armee? Ein Palaver, noch einmal zur politischen Botschaft auf der Bühne zurück.
Für Klaus Müller-Salget war den meisten Bühnenstücken Frischs gemein, dass sie auf der Bühne keine realistischen Situationen darstellen, sondern zeit- und raumübergreifende Gedankenspiele seien. So treten in Die Chinesische Mauer historische und literarische Figuren auf, in Triptychon Tote. In Biografie: Ein Spiel wird das Leben nachträglich korrigiert, Santa Cruz und Graf Öderland spielen im Traumhaften oder in der märchenhaften Moritat. Typisch seien karge, reduzierte Bühnenbilder, Brechungen wie zweigeteilte Bühnen, ein Chor oder die direkte Ansprache des Publikums. Immer wieder vergegenwärtige das Stück dem Publikum, dass es Theater sei, auf einer Bühne stattfinde. Im Stile von Brechts epischem Theater solle sich der Zuschauer nicht mit dem Geschehen auf der Bühne identifizieren, sondern durch das Dargestellte zu eigenen Gedanken angeregt werden. In Abweichung zu Brecht wolle Frisch dem Zuschauer aber keine vorgegebene Einsicht vermitteln, sondern lasse ihm die Freiheit einer eigenen Interpretation.
Frisch selbst bekannte, dass ihn die Theaterarbeit in den ersten Proben am meisten fasziniere, wenn ein Stück noch nicht festgelegt, sondern in seinen Möglichkeiten offen sei. So sah Hellmuth Karasek Frischs Stücke auch dominiert von dessen Misstrauen gegen die Form, was sich etwa in Don Juan oder Die Liebe zur Geometrie in der Offenlegung der theatralischen Mittel äußere. Frisch führe die Unglaubwürdigkeit des Theaters vor, er strebe seine Durchschaubarkeit an. Dabei herrsche keine Lust am theatralischen Effekt wie etwa bei Dürrenmatt vor, die Effekte brächen sich an Zweifeln und skeptischen Einsichten. Wirkungen entstünden aus Wortlosigkeit, Verstummen oder Missverständnissen. Wo Dürrenmatts Stücke auf die schlimmstmögliche Wendung zusteuerten, endeten Frischs Dramen oft mit einer dramaturgischen Rückkehr zu ihrem Anfang; das Schicksal seiner Protagonisten sei es, kein Schicksal zu haben.

### Stil und Sprache
Frischs Stil wandelte sich in verschiedenen Phasen seines Werks. Während sein Frühwerk noch stark unter dem Einfluss Albin Zollingers und dessen poetischer Metaphorik stand, dabei nicht frei von epigonalen Lyrismen, distanzierte sich Frisch im Rückblick von vermeintlich „falscher Poetisierung“. Seine späteren Arbeiten zeichneten sich durch einen wesentlich knapperen, unprätentiöseren Stil aus, zu dem Frisch erläuterte: „Ich schreibe im allgemeinen sehr gesprochen“. Walter Schenker sah das Zürichdeutsch, mit dem Frisch aufgewachsen war, als seine Grundsprache. Dennoch wurde in seinen Werken das Hochdeutsch, das er vor allem als Schrift- und Literatursprache kennengelernt hatte, die bevorzugte Ausdrucksform, wobei er aber immer wieder mundartliche Wendungen als Stilmittel einsetzte.
Frisch war geprägt durch eine grundlegende Sprachskepsis. In Stiller lässt er seinen Protagonisten ausrufen: „ich habe keine Sprache für meine Wirklichkeit!“ Im Tagebuch 1946–1949 führte er weiter aus: „Was wichtig ist: das Unsagbare, das Weiße zwischen den Worten, und immer reden diese Worte von Nebensachen, die wir eigentlich nicht meinen. Unser Anliegen, das eigentliche, läßt sich bestenfalls umschreiben, und das heißt ganz wörtlich: man schreibt darum herum. Man umstellt es. Man gibt Aussagen, die nie unser eigentliches Erlebnis enthalten, das unsagbar bleibt; […] und das eigentliche, das Unsagbare erscheint bestenfalls als Spannung zwischen diesen Aussagen.“ Werner Stauffacher sah in Frischs Sprache „eine Sprache des Suchens der unaussprechlichen menschlichen Wirklichkeit, die Sprache eines Sehens und Erforschens“, ohne dass sie ihr dahinterliegendes Geheimnis tatsächlich enthülle.
Frisch übertrug Prinzipien des epischen Theaters Bertolt Brechts sowohl in sein dramatisches als auch sein erzählendes Werk. Bereits 1948 schloss er eine Betrachtung über den Verfremdungseffekt mit den Worten: „Es wäre verlockend, all diese Gedanken auch auf den erzählenden Schriftsteller anzuwenden; Verfremdungseffekt mit sprachlichen Mitteln, das Spielbewußtsein in der Erzählung, das Offen-Artistische, das von den meisten Deutschlesenden als ‚befremdend‘ empfunden und rundweg abgelehnt wird, weil es ‚zu artistisch’ ist, weil es die Einfühlung verhindert, das Hingerissene nicht herstellt, die Illusion zerstört, nämlich die Illusion, daß die erzählte Geschichte ‚wirklich‘ passiert ist“. Insbesondere in seinem Roman Mein Name sei Gantenbein brach Frisch mit dem geschlossenen Handlungskontinuum zugunsten der Darstellung von Varianten und Möglichkeiten. Das Theaterstück Biografie: Ein Spiel erhob die Probe zum dramatischen Prinzip. Bereits in Stiller übertrug Frisch mit den eingebetteten Geschichten die Form des fragmentarischen, episodenhaften Erzählens seines literarischen Tagebuchs in einen Roman. In seinem Spätwerk radikalisierte Frisch die Montagetechnik weiter bis zur Collage aus Texten, Notizen und Abbildungen in Der Mensch erscheint im Holozän.

### Themen und Motive
Das literarische Werk Max Frischs ist von einigen grundlegenden Themen und Motiven geprägt, die entweder im Zentrum einer bestimmten Schaffensperiode stehen oder durch das gesamte Werk hindurch immer wieder aufgegriffen und variiert werden.

#### Bildnis und Identität

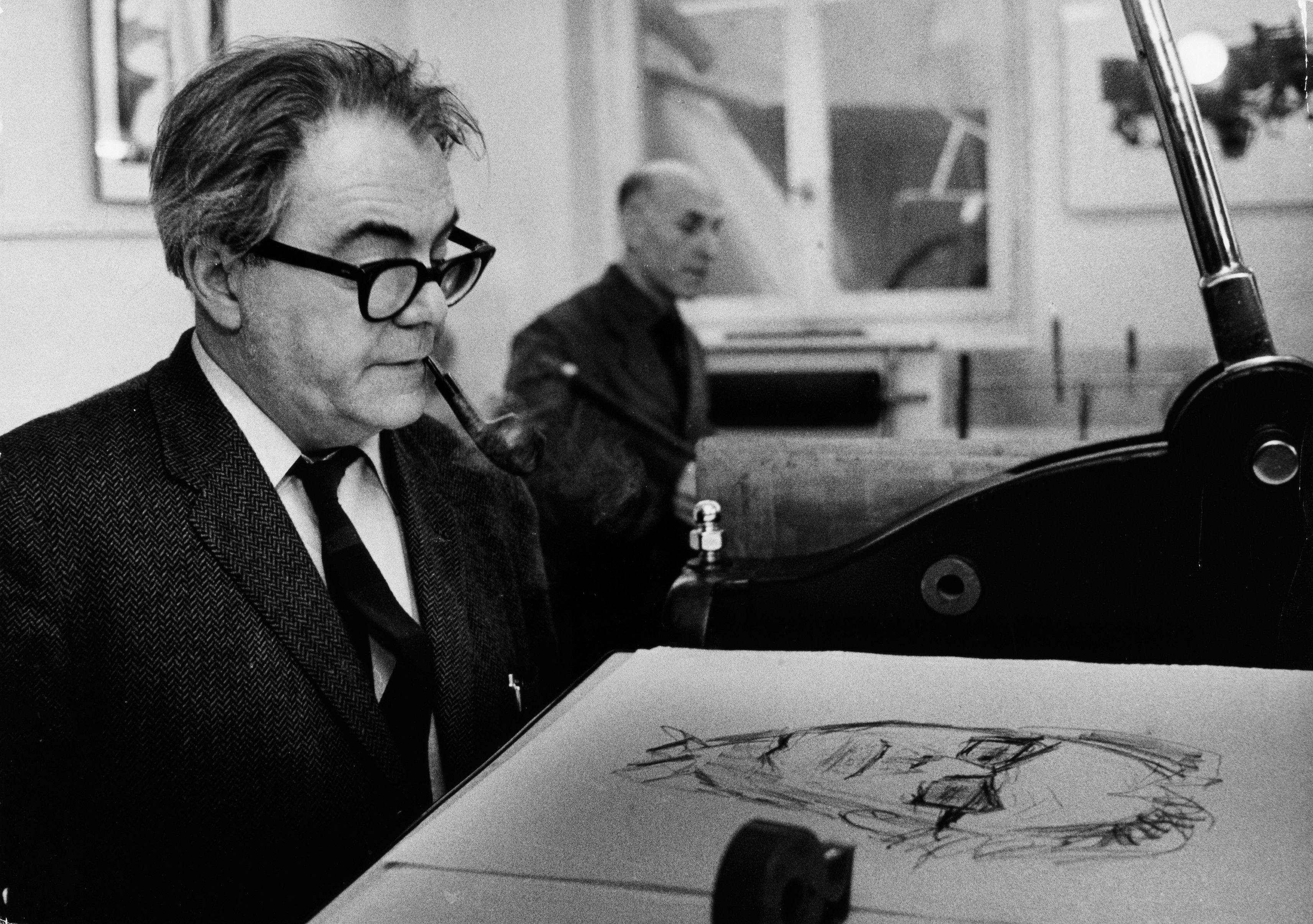
Max Frisch mit Porträt (1967)

In seinem Tagebuch 1946–1949 formulierte Frisch einen zentralen Gedanken, der sein Werk durchzieht: „Du sollst dir kein Bildnis machen, heißt es, von Gott. Es dürfte auch in diesem Sinne gelten: Gott als das Lebendige in jedem Menschen, das, was nicht erfaßbar ist. Es ist eine Versündigung, die wir, so wie sie an uns begangen wird, fast ohne Unterlaß wieder begehen – Ausgenommen wenn wir lieben.“ Frisch bezog das biblische Gebot auf das Verhältnis der Menschen untereinander. Nur in der Liebe sei der Mensch bereit, sein Gegenüber mit all seiner Wandelbarkeit, den ihm innewohnenden Möglichkeiten anzunehmen. Ohne Liebe banne der Mensch sein Gegenüber und die gesamte Welt in vorgefertigte Bilder. Ein zum Klischee erstarrtes Bild werde zur Versündigung des Menschen gegen sich selbst und gegen den anderen. Hans Jürg Lüthi unterschied in Frischs Werk zwei Kategorien des Umgangs mit dem Bildnis: in der ersten werde das Bildnis als Schicksal erlebt. Hierzu gehöre das Stück Andorra, in dem Andri von den Andorranern das Bildnis eines Juden zugewiesen werde, sowie der Roman Homo faber, in dem Walter Faber im Bildnis des Technikers gefangen bleibe. Die zweite Kategorie thematisiere die Befreiung vom Bildnis, etwa in Stiller oder Mein Name sei Gantenbein, in denen sich die Hauptpersonen neue Identitäten entwerfen, um vorgefertigten Bildnissen zu entkommen.
Im Gegensatz zum Fremdbild steht die menschliche Identität. Für Frisch besitzt jeder Mensch seine einzigartige Individualität, die ihre Berechtigung aus sich selbst beziehe und verwirklicht werden müsse. Es „vollzieht sich das menschliche Leben oder verfehlt sich am einzelnen Ich, nirgends sonst.“ Der Prozess der Selbstannahme und der folgenden Selbstverwirklichung sei ein Akt der Freiheit, der Wahlmöglichkeit: „Die Würde des Menschen, scheint mir, besteht in der Wahl.“ Dabei sei die Selbstwahl kein einmaliger Akt, sondern das wahre Ich müsse hinter den Bildnissen immer wieder neu erkannt und gewählt werden. Die Furcht, das Ich zu verpassen und damit das Leben zu verfehlen, hat bereits in Frischs Frühwerk eine zentrale Stellung. Eine misslungene Selbstwahl führe zu einer Entfremdung des Menschen von sich selbst und von der Welt. Nur in der begrenzten Frist eines wirklichen Lebens könne sich die menschliche Existenz erfüllen, da ihre Erlösung im Zustand der endlosen Unveränderbarkeit des Todes ausgeschlossen sei. In Stiller formulierte Frisch als Kriterium eines wirklichen Lebens, „daß einer mit sich selbst identisch wird. Andernfalls ist er nie gewesen!“

#### Beziehung zwischen den Geschlechtern

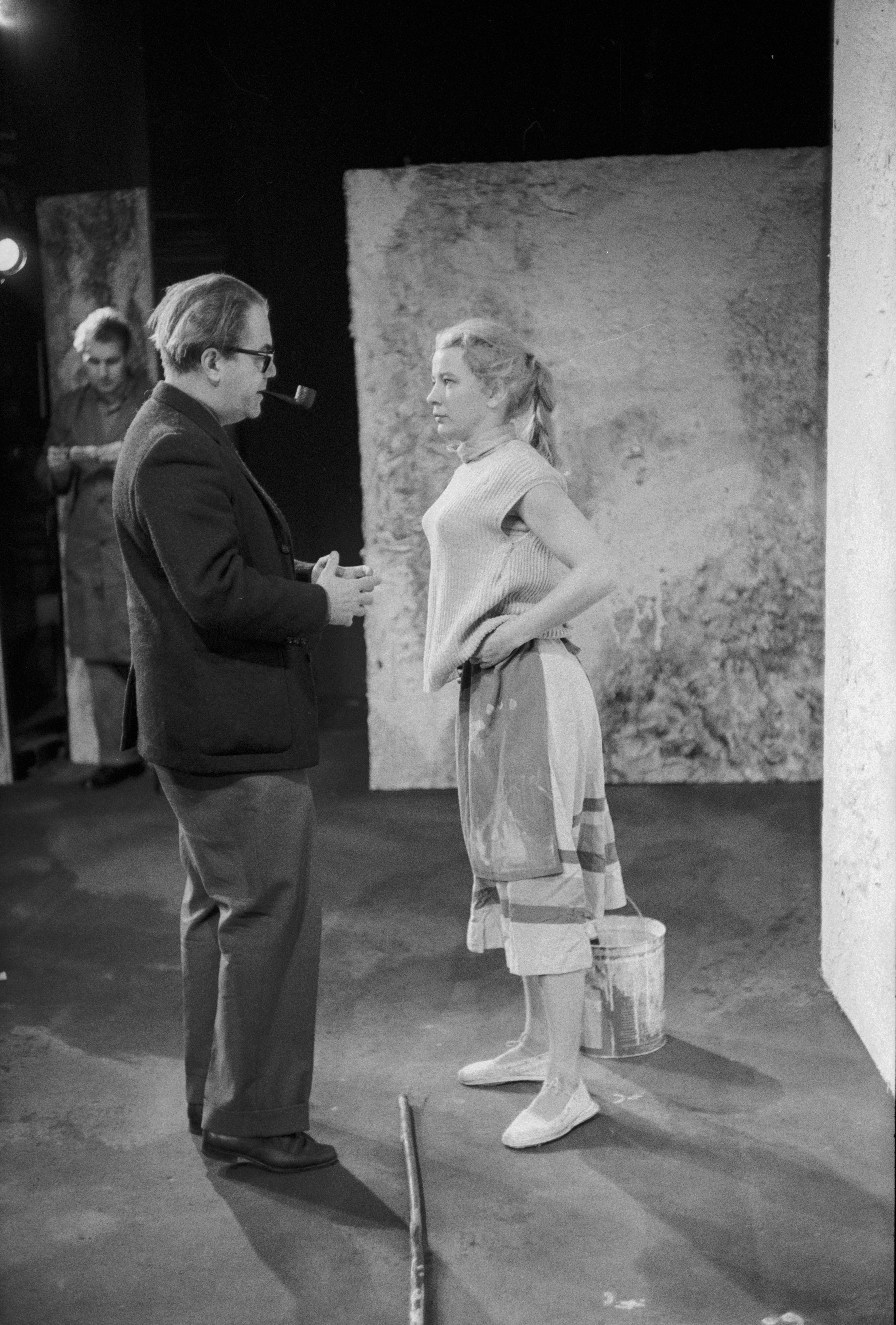
Proben zu Andorra im Schauspielhaus Zürich 1961

Die männlichen Protagonisten in Frischs Werk lassen sich laut Claus Reschke auf den gemeinsamen Grundtyp eines modernen Intellektuellen zurückführen: egozentrisch, entscheidungsschwach, unsicher in Bezug auf ihr Selbstbild, verkennen sie oft ihre tatsächliche Situation. Sie sind Agnostiker, in der Beziehung zu anderen Menschen fehlt es ihnen an echter Hingabe, so dass sie das isolierte Leben eines Einzelgängers führen. Wenn sie eine tiefere Beziehung zu Frauen entwickeln, verlieren sie ihre emotionale Balance, werden ihres Partners unsicher, besitzergreifend und eifersüchtig. Immer wieder fallen sie in überkommene Geschlechterrollen und maskieren ihre sexuellen Unsicherheiten durch Chauvinismus. Gleichzeitig ist ihre Beziehung zu Frauen überschattet von Schuldgefühlen. Im Verhältnis zur Frau suchen sie das „wirkliche Leben“, die Vervollständigung und Erfüllung ihrer selbst in einer Beziehung, die frei von Konflikten und einer lähmenden Wiederholung ist, die nie das Element von Neuheit und Spontaneität verliert.
Auch die Frauenfiguren in Frischs Werk führte Mona Knapp auf ein Stereotyp zurück. Sie haben in den Texten, die auf ihre männlichen Protagonisten zentriert sind, eine zweckgebundene, strukturelle Funktion und erweisen sich als austauschbar. Oft werden sie als „großartig“ und „wunderbar“ verherrlicht, sind scheinbar emanzipiert und dem Mann überlegen. Tatsächlich zeichne sich ihre Motivation aber zumeist durch Kleinlichkeit aus: Treulosigkeit, Besitzgier und Gefühlsmangel. In Frischs späterem Werk werden die Frauenfiguren zunehmend eindimensionaler, folienhafter und zeigen keine innere Ambivalenz. Oft werde die weibliche Figur auf die Bedrohung der männlichen Identität oder auf ihre Rolle als Objekt der Untreue reduziert, werde zum Katalysator des Gelingens oder Scheiterns der männlichen Existenz und liefere dem männlichen Protagonisten bloß den Anlass für seine Selbstbetrachtung. Zumeist gehe in Frischs Werken die Aktivität in Partnerbeziehungen von der Frau aus, der Mann verbleibe passiv, abwartend und reflektierend. Scheinbar werde die Frau vom Mann geliebt, in Wahrheit aber gefürchtet und verachtet.
Karin Struck sah Frischs männlichen Protagonisten letztlich abhängig von den Frauenfiguren. Dabei blieben die Frauen für sie Fremde. Die Männer hingegen seien von Beginn an bezogen auf den Abschied: sie können nicht lieben, weil sie vor sich selbst, ihrem Versagen und ihrer Angst fliehen. Oft vermischen sich Bilder der Weiblichkeit mit jenen des Todes, so in Frischs Don-Juan-Version: „Das Weib erinnert mich an Tod, je blühender es erscheint.“ In immer wieder neuen Beziehungen zu Frauen und der anschließenden Trennung werde für Frischs Männerfiguren der Tod körperlich erfahrbar: ihre Angst vor Frauen korrespondiere mit der Angst vor dem Tod, die Reaktion auf die Beziehung zur Frau sei Flucht und Schuldgefühl.

#### Spätwerk: Vergänglichkeit und Tod
Obwohl der Tod ein durchgängiges Motiv im Werk Frischs ist, wird er im Früh- und Hauptwerk durch Identitäts- und Beziehungsproblematiken überlagert. Erst mit dem Spätwerk wird er zur zentralen Frage. Frischs zweites veröffentlichtes Tagebuch leitet den Themenkreis ein. Ein Schlüsselsatz des Tagebuchs 1966–1971 ist ein mehrfach wiederholtes Zitat Montaignes: „So löse ich mich auf und komme mir abhanden.“ Im Zentrum der Aufzeichnungen steht das Altern als private und gesellschaftliche Problematik. Obwohl noch politische Forderungen gestellt werden, rücken die sozialen Bindungen in den Hintergrund, zentral wird die Beschäftigung mit dem eigenen Ich. Das Tagebuch gibt in seiner Fragmenthaftigkeit und formalen Reduktion den Stil vor, der neben einer melancholischen Grundstimmung für die folgenden Werke bestimmend bleibt.
Auch die Erzählung Montauk behandelt das Altern. Der Mangel an Zukunft des autobiografischen Protagonisten richtet den Blick auf die Verarbeitung der Vergangenheit und den Wunsch nach Erleben von Gegenwart. Im Theaterstück Triptychon wird der Tod an sich dargestellt, allerdings in metaphorischem Bezug aufs Leben. Der Tod spiegelt die Erstarrung der menschlichen Gemeinschaft und wird damit eine Anweisung zur Lebensgestaltung. Die Erzählung Der Mensch erscheint im Holozän schildert den Sterbeprozess eines alten Mannes als Eingehen in die Natur. Laut Cornelia Steffahn zeichnet Frisch im Spätwerk kein einheitliches Todesbild, die Werke geben vielmehr den Prozess seiner eigenen Auseinandersetzung mit der Thematik wieder und wandeln sich im gleichen Maße, in dem Frisch selbst altere. Dabei verarbeite er philosophische Einflüsse von Montaigne, Søren Kierkegaard, Lars Gustafsson bis Epikur.

#### Politisches Engagement

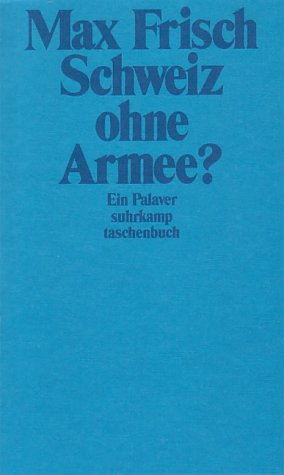
In Schweiz ohne Armee? Ein Palaver bezog Frisch Position für eine Abschaffung der Schweizer Armee

Während Frischs frühe literarische Arbeiten noch weitgehend unpolitisch waren und er sich etwa im Militärtagebuch Blätter aus dem Brotsack vom Leitbild Schweiz und der Geistigen Landesverteidigung beeinflusst zeigte, wandelte sich sein politisches Bewusstsein in der Nachkriegszeit. Vor allem die Trennung zwischen Kultur und Politik prangerte Frisch nun an, und 1948 notierte er in seinem Tagebuch: „Wer sich nicht mit Politik befaßt, hat die politische Parteinahme, die er sich sparen möchte, bereits vollzogen: er dient der herrschenden Partei.“ Laut Sonja Rüegg zeichnete sich Frischs Ästhetik durch eine grundsätzlich kritische und antiideologische Haltung aus, ein Selbstverständnis des Schriftstellers als Emigrant innerhalb der Gesellschaft, den Widerstand gegen die herrschende Ordnung, die Parteinahme nicht für eine Klasse, sondern für das einzelne Individuum, die Betonung des Fragens sowie die Übernahme moderner Literaturformen.
Frischs Gesellschaftskritik entzündete sich insbesondere auch an seinem Heimatland, der Schweiz. In seiner Rede zur Verleihung des Großen Schillerpreises bekannte er unter dem Titel Die Schweiz als Heimat?: „Ich bin Schweizer (nicht bloß Inhaber eines schweizerischen Reisepasses, geboren auf schweizerischem Territorium usw., sondern Schweizer aus Bekenntnis)“. Doch er schränkte auch ein: „Heimat ist nicht durch Behaglichkeit definiert. Wer Heimat sagt, nimmt mehr auf sich.“ Frischs veröffentlichte Auseinandersetzung mit seiner Heimat, dem Leitbild und der Sonderrolle der Schweiz reichte von der Streitschrift achtung: Die Schweiz bis zur Demontage des Nationalepos von Wilhelm Tell in Wilhelm Tell für die Schule, worin der Gründungsmythos als eine Geschichte von Zufällen, Unzulänglichkeiten sowie Beschränktheit und Opportunismus dargestellt wird. Mit dem Dienstbüchlein rechnete Frisch mit seiner eigenen Vergangenheit in der Schweizer Armee ab, die er auch in seinem letzten umfangreichen Text Schweiz ohne Armee? Ein Palaver in Frage stellte. Von einer „schon fast klassischen Antwort auf die Formel von der ‚Überfremdung‘“ spricht Volker Hage bezüglich Frischs häufig zitiertem Ausspruch: „Ein kleines Herrenvolk sieht sich in Gefahr: man hat Arbeitskräfte gerufen, und es kommen Menschen.“
Charakteristisch für Frischs Werk war, dass sich immer wieder Phasen starken politischen Engagements mit Phasen der Erfahrung von Wirkungslosigkeit und des Rückzugs auf private Themen abwechselten. Bettina Jaques-Bosch sah den Autor deswegen zwischen Perioden der Kritik und der Melancholie pendeln, Hans Ulrich Probst verortete das Spätwerk „zwischen Resignation und republikanischer Alters-Radikalität“. Frischs letzte publizierte Sätze, ein Brief an Marco Solari in der Wochenzeitung, richteten sich noch einmal an die Schweiz: „1848 eine große Gründung des Freisinns, heute unter der jahrhundertelangen Dominanz des Bürgerblocks ein verluderter Staat – und was mich mit diesem Staat noch verbindet: ein Reisepaß (den ich nicht mehr brauchen werde)“.

## Rezeption

### Erfolg als Schriftsteller

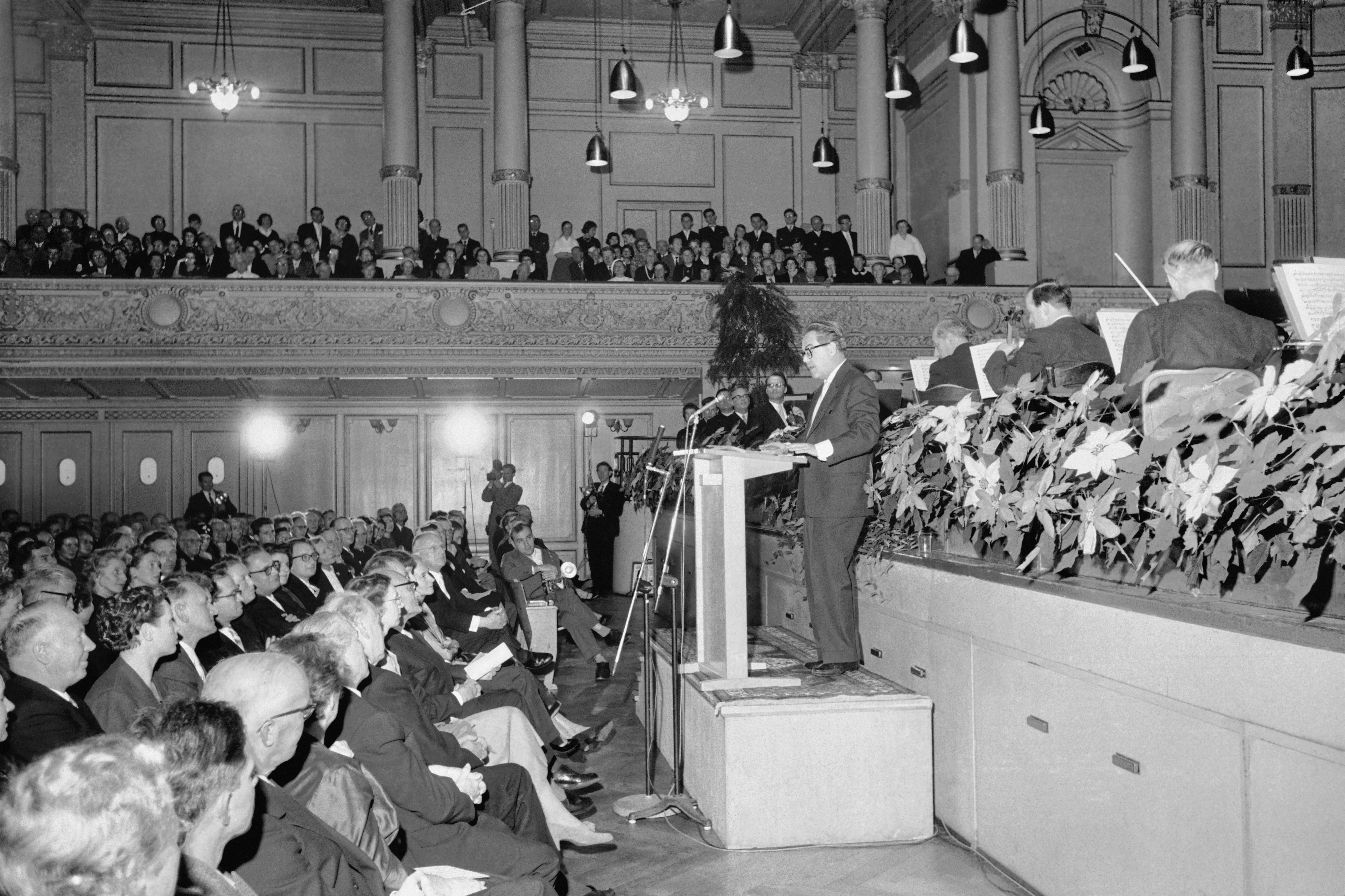
Frisch 1958 bei der Verleihung des Literaturpreises der Stadt Zürich

Für Max Frisch kennzeichnete sich seine literarische Karriere dadurch, dass er keinen „frappanten Durchbruch“ erlebt habe, und der Erfolg „sehr langsam gekommen“ sei. Dennoch erreichten auch seine frühen Veröffentlichungen bereits einen gewissen Erfolg. Schon als Zwanzigjähriger wurde er in verschiedenen Zeitungen und Zeitschriften veröffentlicht. Mit seinem Erstling fand er in der Deutschen Verlags-Anstalt einen renommierten Verlag, dem sich, als Frisch nicht länger im nationalsozialistischen Deutschland veröffentlichen wollte, der Schweizer Atlantis Verlag und ab 1950 der Suhrkamp Verlag anschlossen. Auch seine Dramen wurden ohne Verzögerung angenommen und am bedeutenden Schauspielhaus Zürich gespielt. Frischs Werke wurden in Rezensionen positiv besprochen, bereits sein Frühwerk wurde mit Preisen bedacht, erst Graf Öderland wurde 1951 ein „erster Mißerfolg auf der Bühne“. Gemeinsam mit dem ersten Tagebuch leitete das Drama aber auch eine Beachtung Frischs über die Schweizer Grenzen hinweg ein, besonders in der Bundesrepublik Deutschland, wo der Roman Stiller zum ersten großen Erfolg wurde und ihm ein Leben als Berufsschriftsteller ermöglichte.
Ausgehend von 3000 verkauften Exemplaren im ersten Jahr, erreichte Stiller durch beständig wachsende Nachfrage als erstes Buch des Suhrkamp Verlages eine Millionenauflage. Zu einem weiteren Bestseller wurde der Folgeroman Homo faber mit einer deutschsprachigen Gesamtauflage von vier Millionen Exemplaren bis zum Jahr 1998. Biedermann und die Brandstifter und Andorra gehören nach Einschätzung Volker Hages zu den erfolgreichsten deutschsprachigen Theaterstücken mit 250 beziehungsweise 230 Inszenierungen bis zum Jahr 1996. Beide Dramen und Homo faber wurden zum vielfachen Unterrichtsstoff an Schulen im deutschen Sprachraum. Bis auf wenige Frühwerke Frischs lagen bis 2002 von jedem Werk Übersetzungen vor, überwiegend in rund 10 Sprachen, wobei Homo faber mit 25 Sprachen am häufigsten übersetzt wurde.

### Stellung in der Schweiz und im Ausland

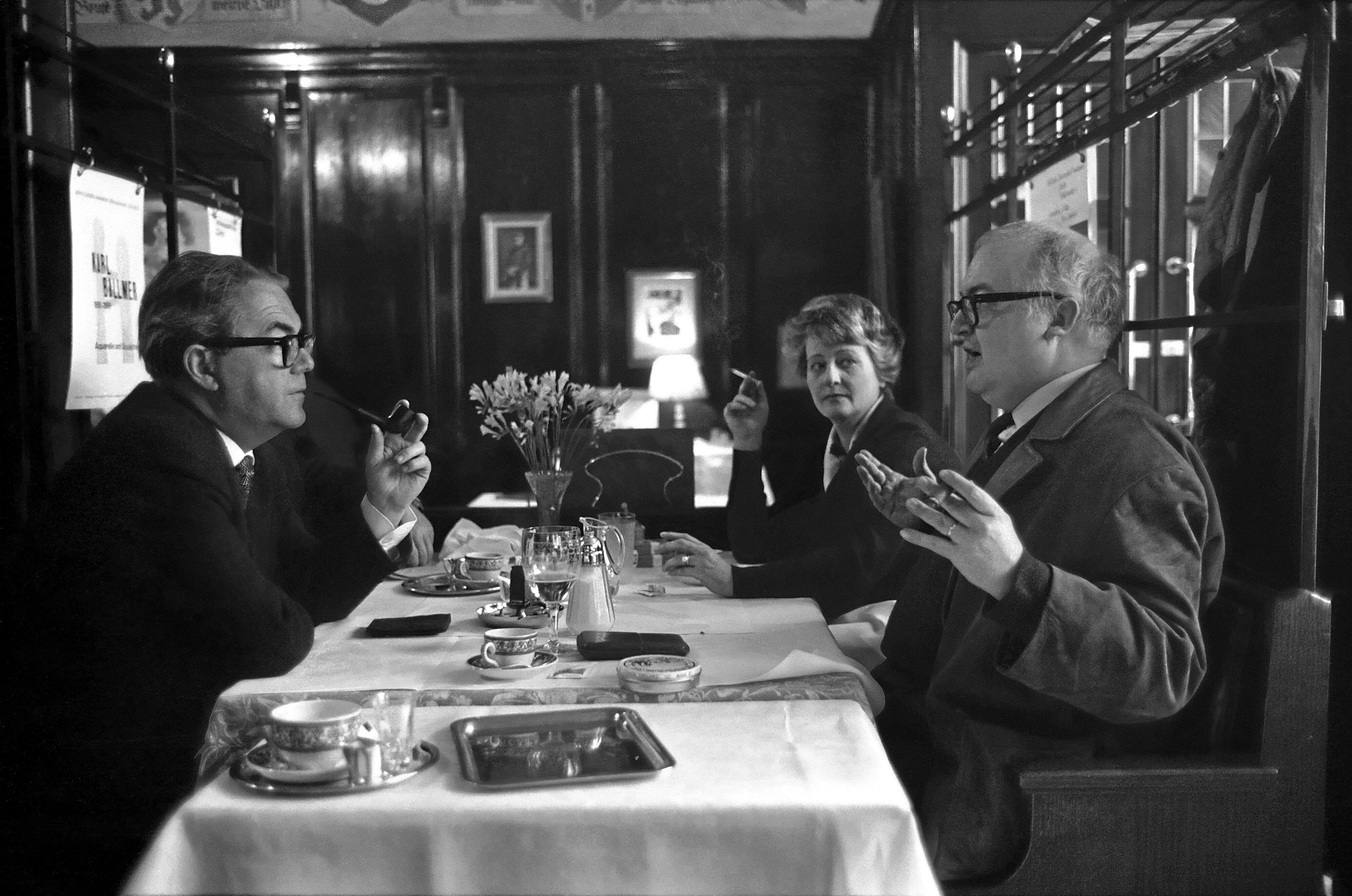
Max Frisch und Friedrich Dürrenmatt in der Kronenhalle in Zürich 1961

Sowohl innerhalb als auch außerhalb der Schweiz wurde Frisch oft mit dem zweiten großen Schweizer Schriftsteller seiner Generation, dem zehn Jahre jüngeren Friedrich Dürrenmatt, in einem Atemzug genannt. Hans Mayer bezeichnete sie etwa als „Dioskuren“, aber auch als miteinander dialektisch verknüpfte „Antagonisten“. Die enge Freundschaft zu Beginn ihres literarischen Werdegangs wurde später von persönlichen Differenzen überschattet. In einem letzten Versuch eines Versöhnungsbriefs Dürrenmatts zu Frischs 75. Geburtstag, der unbeantwortet blieb, fand Dürrenmatt für ihre Beziehung die Formulierung: „wir haben uns wacker auseinander befreundet“. Auch literarisch wurden beide zunehmend unterschiedlich gesehen, so galt laut Heinz Ludwig Arnold Dürrenmatt in der Öffentlichkeit – trotz seines erzählenden Werks – als der „geborene“ Dramatiker, Frisch – trotz seiner Bühnenerfolge – als geborener Erzähler.
Beide, Frisch und Dürrenmatt, trugen in den 1960er Jahren gemeinsam durch ihre Fragen nach unbewältigter Schweizer Vergangenheit stark zu einer Revision des dominanten Schweizer Geschichtsbildes bei. Spätestens seit Veröffentlichung des Dienstbüchleins 1974 war Frischs Rezeption in der Schweiz stark gespalten in Zuspruch und heftige Ablehnung. Vor die Alternativen der Vorbilder Dürrenmatt und Frisch gestellt, entschieden sich laut Janos Szábo die meisten jungen Schweizer Schriftsteller für Frisch und dessen Rolle als Erzieher und Aufklärer. Frisch wurde in den 1960er Jahren zur Leitfigur einer Schweizer Autorengeneration, zu der etwa Peter Bichsel, Jörg Steiner, Otto F. Walter oder Adolf Muschg zählten. Noch 1998, als die Schweiz als Gastland der Frankfurter Buchmesse vorgestellt wurde, vernahm Andreas Isenschmid in den Büchern einer jungen Schriftstellergeneration aus der Schweiz wie Ruth Schweikert, Daniel de Roulet, Silvio Huonder und Peter Stamm „einen merkwürdig vertrauten alten Ton, aus allen Richtungen klingen und oft fast Seite für Seite seltsame Echos auf den Stiller von Max Frisch.“
Auch in der Bundesrepublik Deutschland nahmen die Werke des Schweizers Max Frisch eine zentrale Rolle ein, Heinrich Vormweg bezeichnete Stiller und Homo faber als „[z]wei der für die deutschsprachige Literatur der fünfziger Jahre bezeichnendsten, sie beispielhaft repräsentierenden Romane“. In der DDR wurden in den 1980er Jahren umfangreiche Ausgaben von Frischs Prosa und Dramen herausgegeben, ohne dass es zu intensiveren literaturwissenschaftlichen Auseinandersetzungen mit Frischs Werk kam. Leichter verfügbar waren Übersetzungen von Frischs Werken in anderen sozialistischen Staaten, was Frisch selbst darauf zurückführte, dass etwa in der Sowjetunion von offizieller Seite geurteilt wurde, seine Werke stellen „Krankheitserscheinungen einer kapitalistischen Gesellschaft“ dar, die „in einer Gesellschaft mit verstaatlichten Produktionsmitteln nicht vorhanden“ seien. Trotz einiger ideologisch motivierter Kritiken an ihrem „Individualismus“, „Pessimismus“ oder „Modernismus“ wurden Frischs Werke in der UdSSR rege übersetzt und publiziert sowie in rund 150 Aufsätzen besprochen. Erfolgreich war Frisch auch in seiner zeitweiligen Wahlheimat, den Vereinigten Staaten. Dabei wurde von der Kritik positiv vermerkt, dass sich die Handlungen wiederholt in Amerika zutragen und der Autor frei von „europäischer Arroganz“ sei.

### Bedeutung und Einfluss
Nach Einschätzung Jürgen H. Petersens hatte Frischs Bühnenwerk nur geringen Einfluss auf andere Dramatiker. Auch seine spezielle Form des literarischen Tagebuchs habe keine Nachahmer gefunden. Dagegen seien die Romane Stiller und Mein Name sei Gantenbein sowohl in ihrer Thematik der Identitätsfrage als auch in ihrer literarischen Gestaltung, in der personale Identität nicht durch Beschreibung oder Innenansichten, sondern durch erfundene Geschichten dargestellt werde, zu literarischen Modellen geworden. Häufig mit diesem stilistischen Einfluss in Bezug gebracht werden etwa Nachdenken über Christa T. von Christa Wolf oder Malina von Ingeborg Bachmann. Andere beeinflusste Autoren sind Peter Härtling und Dieter Kühn. Max Frisch wurde auch selbst Gegenstand von Literatur. So schrieb Wolfgang Hildesheimer 1983 die Mitteilungen an Max über den Stand der Dinge und anderes. Uwe Johnson stellte 1975 eine Sammlung von Frisch-Zitaten unter dem Titel Max Frisch Stich-Worte zusammen. Gottfried Honegger veröffentlichte 2007 elf Porträtskizzen und vierzehn Texte zur Erinnerung an seinen Freund.
Adolf Muschg fasste an Max Frisch gerichtet zusammen: „Deine Stelle in der Literaturgeschichte: wie beschreibt man sie? Ein formaler Neuerer bist Du nicht gewesen; Du hast auch nicht – Identitätsproblem in Ehren – von Dir reden gemacht durch eine nie dagewesene Thematik. Ich glaube, Du hast Epoche gemacht durch etwas zugleich Unauffälliges und Fundamentales: ein neues Ethos (und Pathos) des Versuchs. Deine Bücher machen die literarische Probe auf ein Exempel der Phantasie“. Marcel Reich-Ranicki standen Frischs Werke näher als die anderer Autoren aus seiner Generation: „Anders als Dürrenmatt oder Böll, als Grass oder Uwe Johnson schrieb Frisch über die Komplexe und die Konflikte der Intellektuellen, und er wandte sich immer wieder an uns, die Intellektuellen aus der bürgerlichen Bildungsschicht. Er hat wie kein anderer unsere Mentalität durchschaut und erkannt“. Friedrich Dürrenmatt bewunderte an seinem Kollegen „die Kühnheit, mit der er vom ganz Subjektiven ausgeht. […] Frisch ist immer der Fall. Sein Fall ist der Fall.“ In seinem letzten Brief an Frisch prägte er dafür die Formulierung, Frisch habe in seinen Werken „seinen Fall zur Welt“ gemacht.

### Film
Zum Film hatte Max Frisch laut Alexander J. Seiler eine weitgehend „glücklose Beziehung“, obwohl sein Stil oftmals an filmische Mittel erinnerte. Seiler erklärte dies damit, dass Frischs Werk sich bemühe, „das Weiße zwischen den Worten“ auszudrücken, dessen Umsetzung in Filmbildern zumeist nur zum Abklatsch werden könne. Bereits im Tagebuch 1946–1949 findet sich unter dem Titel Der Harlekin. Entwurf zu einem Film eine frühe Beschäftigung Frischs mit dem Genre Film. Die ersten praktischen Erfahrungen waren jedoch gescheiterte Projekte: Aus dem Film SOS – Gletscherpilot von 1959 stieg Frisch aus, sein Entwurf zu Wilhelm Tell von 1960 wurde abgelehnt und der Film ganz gegen seine Intentionen realisiert. Die unter dem Titel Zürich – Transit im Jahr 1965 geplante Verfilmung einer Episode aus Mein Name sei Gantenbein scheiterte zuerst an Differenzen mit dem Regisseur Erwin Leiser, dann an der Erkrankung seines Nachfolgers Bernhard Wicki. 1992 erfolgte eine Verfilmung durch Hilde Bechert.
Auf die Romane Stiller und Homo faber wurden mehrfach Filmoptionen vergeben, letztere an Anthony Quinn, doch die Realisierungen zerschlugen sich. Zwar wurden Frischs Dramen oft in Fernsehproduktionen verfilmt, doch zu ersten Adaptionen seiner Prosa kam es erst durch Georg Radanowicz (Das Unglück nach der Tagebuchskizze Skizze eines Unglücks, 1975), Richard Dindo (Max Frisch, Journal I–III nach der Erzählung Montauk, 1981) und Krzysztof Zanussi (Blaubart nach der gleichnamigen Erzählung, 1985). Wenige Monate nach Frischs Tod gelangte mit Volker Schlöndorffs Verfilmung Homo Faber eine erste große Produktion in die Kinos. Frisch hatte am Drehbuch noch mitgearbeitet, der Film blieb allerdings ohne positives Echo in der Kritik. 1992 erreichte Holozän, Heinz Bütlers und Manfred Eichers Verfilmung von Der Mensch erscheint im Holozän, beim Internationalen Filmfestival von Locarno den Spezialpreis der Jury.
Volker Schlöndorffs Spielfilm Rückkehr nach Montauk aus dem Jahr 2017 ist von Frischs autobiografischer Erzählung Montauk inspiriert und dem Andenken des Freundes gewidmet. Im gleichen Jahr wurde Frischs kurzer Cameo in Der Besuch (1964), einer Filmadaption des Theaterstückes Der Besuch der alten Dame, erstmals öffentlich bekannt. In Margarethe von Trottas Spielfilm Ingeborg Bachmann – Reise in die Wüste aus dem Jahr 2023 verkörpert Ronald Zehrfeld Frisch. Mit Bezug auf den Briefwechsel zwischen Bachmann und Frisch stellte Biograf Julian Schütt fest: „Die Wahrheit, wie sie im Briefwechsel zum Ausdruck kommt, ist viel stärker und komplexer als die alten Legenden, Klischees und Halbwahrheiten, die von Trottas Film aufwärmt.“

## Auszeichnungen und Ehrungen

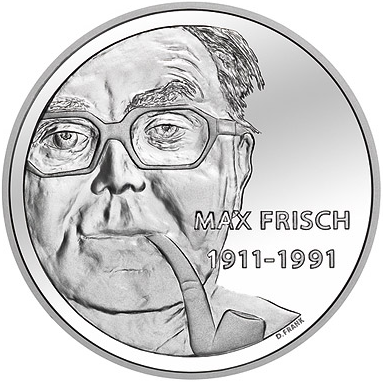
Max Frisch auf der 20-Franken-Gedenkmünze der Schweiz 2011

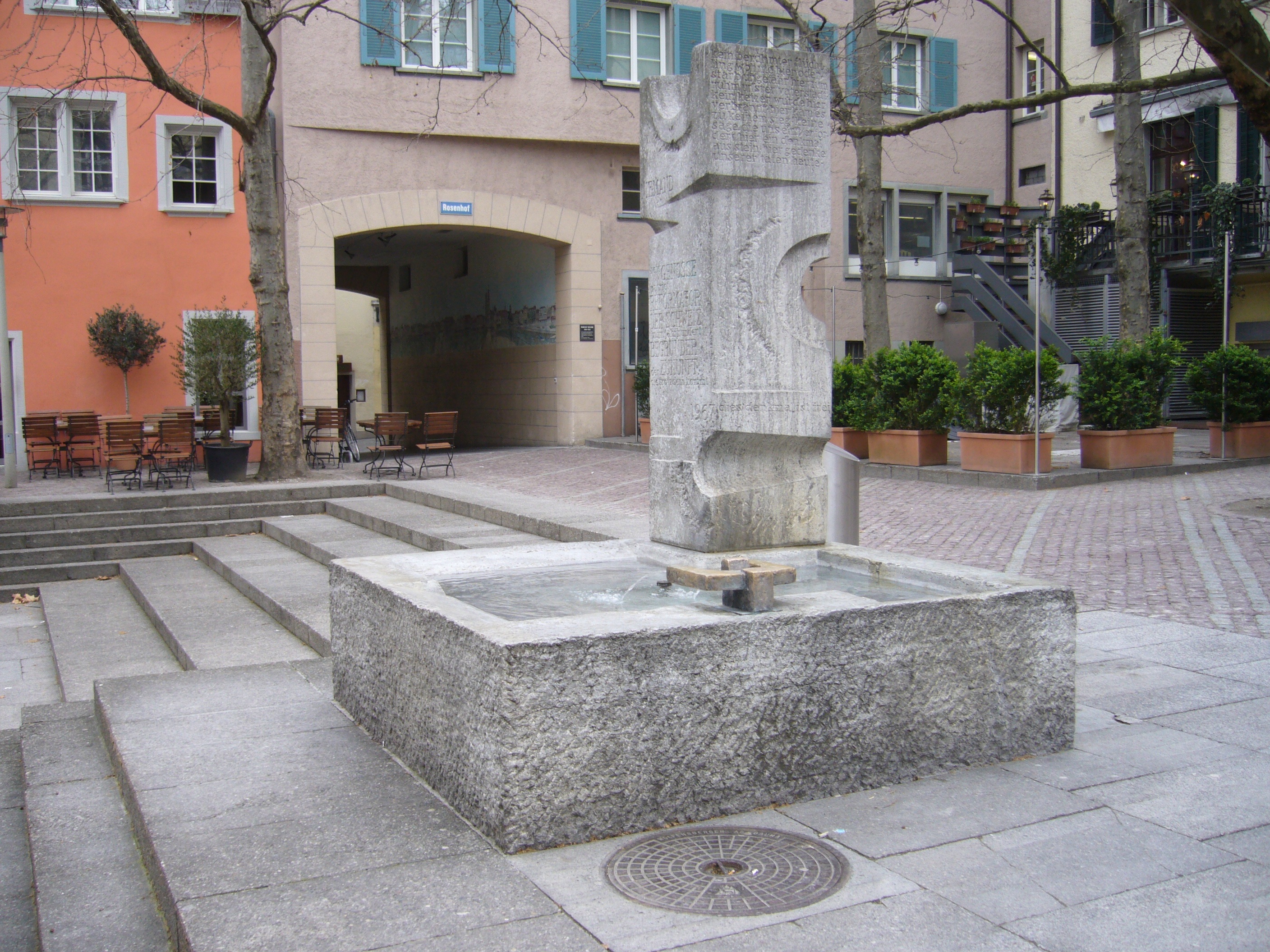
Max-Frisch-Brunnen im Rosenhof in Zürich

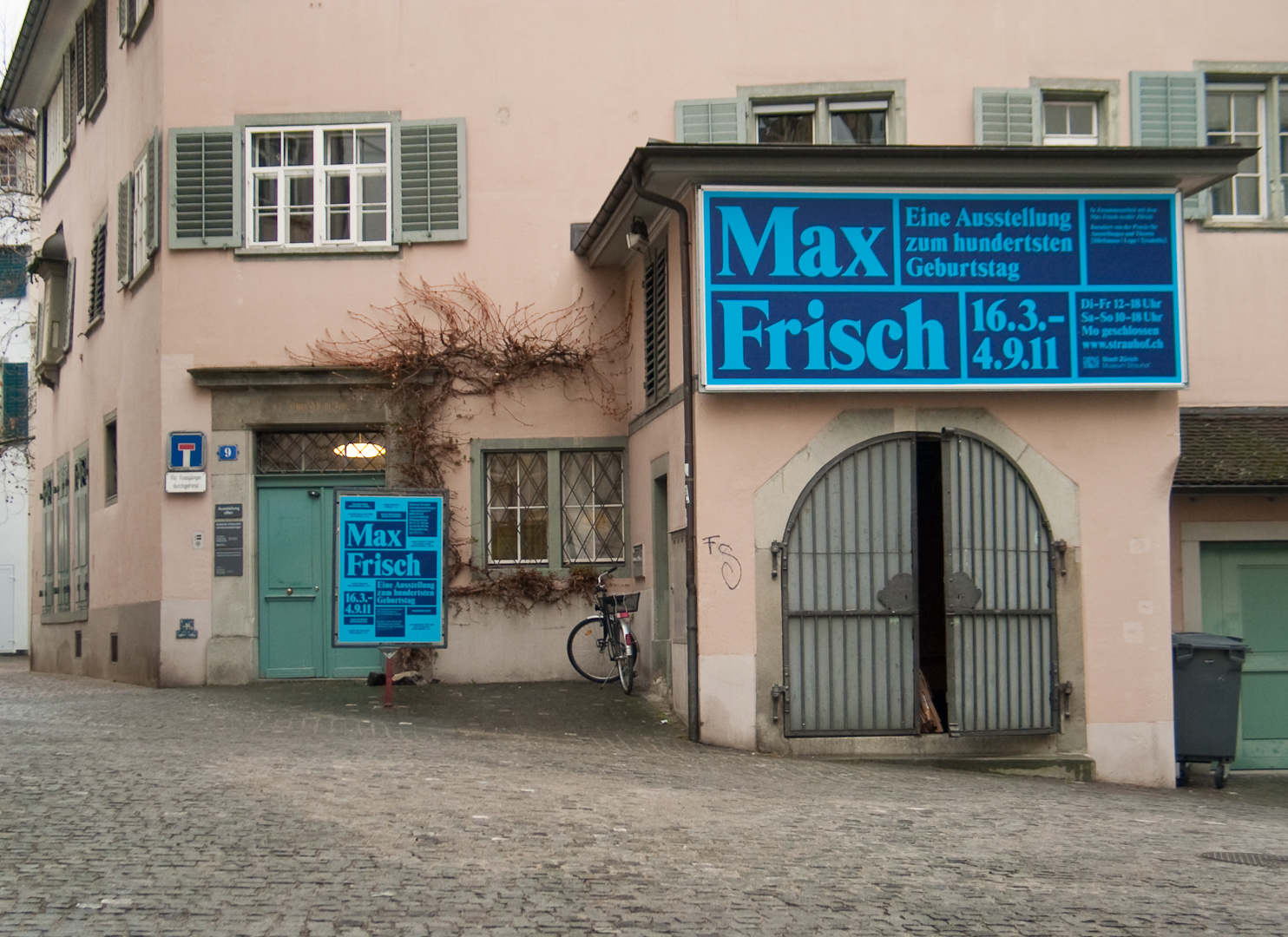
Ausstellung zum 100. Geburtstag von Max Frisch, Strauhof, Zürich, 2011

- 1935: Einzelwerkpreis für Jürg Reinhart der Schweizerischen Schillerstiftung
- 1938: Conrad-Ferdinand-Meyer-Preis der Stadt Zürich
- 1940: Einzelwerkpreis für Blätter aus dem Brotsack der Schweizerischen Schillerstiftung
- 1942: Erster Preis in einem Architekturwettbewerb der Stadt Zürich
- 1945: Preis der Welti-Stiftung für das Drama für Santa Cruz
- 1954: Wilhelm-Raabe-Preis der Stadt Braunschweig
- 1955: Gesamtwerkspreis der Schweizerischen Schillerstiftung
- 1955: Schleußner-Schueller-Preis des Hessischen Rundfunks
- 1958: Georg-Büchner-Preis
- 1958: Charles-Veillon-Preis für Homo faber
- 1958: Literaturpreis der Stadt Zürich
- 1962: Ehrendoktorwürde der Philipps-Universität Marburg
- 1962: Großer Kunstpreis der Stadt Düsseldorf
- 1965: Jerusalempreis für die Freiheit des Individuums in der Gesellschaft
- 1965: Schiller-Gedächtnispreis des Landes Baden-Württemberg
- 1973: Grosser Schillerpreis der Schweizerischen Schillerstiftung
- 1974: Ernennung zum ausländischen Ehrenmitglied der American Academy of Arts and Letters
- 1976: Friedenspreis des Deutschen Buchhandels[100]
- 1979: Ehrengabe aus dem Literaturkredit des Kantons Zürich (abgelehnt)
- 1980: Ehrendoktorwürde des Bard College (Staat New York)
- 1982: Ehrendoktorwürde der City University of New York
- 1984: Ehrendoktorwürde der Universität Birmingham
- 1984: Ernennung zum Commandeur dans l’ordre des arts et des lettres (Frankreich)
- 1985: Commonwealth-Preis (Chicago)
- 1985: Ernennung zum ausländischen Ehrenmitglied der American Academy of Arts and Sciences
- 1986: Neustadt International Prize for Literature der University of Oklahoma
- 1987: Ehrendoktorwürde der Technischen Universität Berlin
- 1989: Heinrich-Heine-Preis der Stadt Düsseldorf
- 2000: Benennung des Asteroiden (14836) Maxfrisch nach ihm

Im Gedenken an Max Frisch vergibt die Stadt Zürich seit 1998 den Max Frisch-Preis.
Zu Max Frischs 100. Geburtstag fanden im Jahr 2011 verschiedene Veranstaltungen statt, so auch eine Ausstellung im Strauhof in Frischs Heimatstadt Zürich sowie eine Ausstellung im Literaturhaus München und im Museo Onsernonese in Loco. Im Jahr 2016 ist der Max-Frisch-Platz beim Bahnhof Zürich Oerlikon eröffnet worden. Der Niemands-Brunnen im Zürcher Rosenhof, für den Frisch 1967 eine Inschrift verfasste, wird im Volksmund auch Max-Frisch-Brunnen genannt. In Gedenken an Max Frisch wurde eine Zugskomposition der SBB des Typs RABDe 500 nach ihm benannt.

## Werke (Auswahl)

### Originalausgaben

#### Erzählungen und Romane
- Jürg Reinhart. Eine sommerliche Schicksalsfahrt. Roman. Deutsche Verlags-Anstalt, Stuttgart 1934
- Antwort aus der Stille. Erzählung. Deutsche Verlags-Anstalt, Stuttgart 1937
- J’adore ce qui me brûle oder Die Schwierigen. Roman. Atlantis, Zürich 1944
  - Neufassung als: Die Schwierigen oder J’adore ce qui me brûle. Atlantis, Zürich 1957
- Bin oder Die Reise nach Peking. Atlantis, Zürich 1945
  - Neuausgabe in der Bibliothek Suhrkamp (= BS 8). Frankfurt am Main 1952
- Stiller. Roman. Suhrkamp, Frankfurt am Main 1954
- Homo faber. Ein Bericht. Suhrkamp, Frankfurt am Main 1957
- Mein Name sei Gantenbein. Roman. Suhrkamp, Frankfurt am Main 1964
- Montauk. Eine Erzählung. Suhrkamp, Frankfurt am Main 1975
- Der Mensch erscheint im Holozän. Eine Erzählung. Suhrkamp, Frankfurt am Main 1979
- Blaubart. Eine Erzählung. Suhrkamp, Frankfurt am Main 1982

#### Tagebücher
- Blätter aus dem Brotsack. Geschrieben im Grenzdienst 1939. Atlantis, Zürich 1940
- Tagebuch mit Marion. Atlantis, Zürich 1947
- Tagebuch 1946–1949. Suhrkamp, Frankfurt am Main 1950
- Tagebuch 1966–1971. Suhrkamp, Frankfurt am Main 1972
  - daraus entnommen: Fragebogen. Suhrkamp (BS 1095), Frankfurt am Main 1992

#### Essays und sonstige Prosawerke
- Achtung: Die Schweiz (Ein Pamphlet, zusammen mit Lucius Burckhardt und Markus Kutter), Handschin, Basel 1955
- Öffentlichkeit als Partner (Reden und Essays). Suhrkamp (edition suhrkamp, es 209), Frankfurt am Main 1967
- Erinnerungen an Brecht (= erste Einzelausgabe). Friedenauer Presse, Berlin 1968
- Wilhelm Tell für die Schule. Mit alten Illustrationen. Suhrkamp, Frankfurt am Main 1971, ISBN 978-3-518-36502-1.
- Dienstbüchlein. Suhrkamp (als Taschenbuch, st 205), Frankfurt am Main 1974
- Stich-Worte. Ausgesucht von Uwe Johnson. Einmalige Ausgabe zur Suhrkamp Buchwoche im September 1975. Suhrkamp, Frankfurt am Main 1975
- Wir hoffen. Rede zum Friedenspreis des Deutschen Buchhandels 1976. Suhrkamp, Frankfurt am Main 1976
- Forderungen des Tages. Portraits, Skizzen, Reden 1943–1982. Suhrkamp, Frankfurt am Main 1983
- Schweiz ohne Armee? Ein Palaver. Limmat, Zürich 1989
- Schweiz als Heimat? Versuche über 50 Jahre. Herausgegeben und mit einem Nachwort versehen von Walter Obschlager. Suhrkamp (Weißes Programm Schweiz), Frankfurt am Main 1990

#### Theaterstücke
- Santa Cruz. Eine Romanze. Schwabe, Basel 1947 (geschrieben 1944) (Uraufführung am 7. März 1946 am Zürcher Schauspielhaus, Regie: Heinz Hilpert).
- Nun singen sie wieder. Versuch eines Requiems. Schwabe, Basel 1946 (Uraufführung am 29. März 1945 am Zürcher Schauspielhaus, Regie: Kurt Horwitz).
- Die Chinesische Mauer. Eine Farce. Schwabe, Basel 1947 (Uraufführung am 10. Oktober 1946 am Zürcher Schauspielhaus, Regie: Leonard Steckel).
  - Zweite Fassung: Suhrkamp, Frankfurt am Main 1955 (Erstaufführung am 18. September 1955 am Berliner Kurfürstendamm-Theater, Regie: Oscar Fritz Schuh).
  - Dritte Fassung: unpubliziert (Erstaufführung am 26. Februar 1965 am Deutschen Schauspielhaus, Regie: Oscar Fritz Schuh).
  - Vierte Fassung: Suhrkamp, Frankfurt am Main 1972 (Erstaufführung am 8. November 1972 am Théâtre National de l’Odéon, Regie: Jean-Pierre Miquel).
- Als der Krieg zu Ende war. Schauspiel. Schwabe, Basel 1949 (Uraufführung am 8. Januar 1949 am Zürcher Schauspielhaus, Regie: Kurt Horwitz).
- Graf Öderland. Ein Spiel in zehn Bildern. Suhrkamp, Frankfurt am Main 1951 (Uraufführung am 10. Februar 1951 am Zürcher Schauspielhaus, Regie: Leonard Steckel).
  - Zweite Fassung: unpubliziert (Erstaufführung am 4. Februar 1956 an den Städtischen Bühnen Frankfurt, Regie: Fritz Kortner).
  - Dritte Fassung: Suhrkamp, Frankfurt am Main 1961 (Erstaufführung am 25. Oktober 1961 am Berliner Schillertheater, Regie: Hans Lietzau).
- Don Juan oder Die Liebe zur Geometrie. Eine Komödie in fünf Akten. Suhrkamp, Frankfurt am Main 1953 (Uraufführung am 5. Mai 1953 gleichzeitig am Zürcher Schauspielhaus, Regie: Oskar Wälterlin, und am Berliner Schillertheater, Regie: Hans Schalla).
  - Neufassung: Suhrkamp, Frankfurt am Main 1962 (Erstaufführung am 12. September 1962 am Deutschen Schauspielhaus, Regie: Ulrich Erfurth)
- Biedermann und die Brandstifter. Ein Lehrstück ohne Lehre. Mit einem Nachspiel. Suhrkamp, Frankfurt am Main 1958 (Uraufführung am 29. März 1958 am Zürcher Schauspielhaus, Regie: Oskar Wälterlin).
  - (Uraufführung des Nachspiels am 28. September 1958 an den Städtischen Bühnen Frankfurt, Regie: Harry Buckwitz)
- Die große Wut des Philipp Hotz. Ein Sketch. In: hortulus 32, Heft 2/1958 (Illustrierte Zweimonatsschrift für neue Dichtung), hg. von Hans Rudolf Hilty (Uraufführung am 29. März 1958 am Zürcher Schauspielhaus, Regie: Oskar Wälterlin).
- Andorra. Stück in zwölf Bildern. Suhrkamp, Frankfurt am Main 1961 (Uraufführung am 2., 3. und 4. November 1961 am Zürcher Schauspielhaus, Regie: Kurt Hirschfeld).
- Biografie: Ein Spiel. Suhrkamp, Frankfurt am Main 1967 (Uraufführung am 1, 2. und 3. Februar 1968 am Zürcher Schauspielhaus, Regie: Kurt Hirschfeld).
  - Neufassung: Suhrkamp, Frankfurt am Main 1985 (Erstaufführung am 15. September 1984 im Ludwigshafener Pfalzbau, Regie: Christian Quadflieg).
- Triptychon. Drei szenische Bilder. Suhrkamp, Frankfurt am Main 1978 (Uraufführung am 9. Oktober 1979, Centre dramatique de Lausanne, Regie: Michel Soutter).
  - Neufassung: Suhrkamp, Frankfurt am Main 1980 (Erstaufführung am 1. Februar 1981 am Wiener Akademietheater, Regie: Erwin Axer)

#### Hörspiele und Filmvorlagen
- 1946: Nun singen sie wieder. Versuch eines Requiems – Regie: Theodor Mühlen (Hörspiel – Berliner Rundfunk)
- Rip van Winkle. Hörspiel (erstmals ausgestrahlt 1953). Erste Einzelausgabe: Reclam, Stuttgart 1969
  - Erstdruck in: Kreidestriche ins Ungewisse. Zwölf deutsche Hörspiele nach 1945, hg. v. Gerhard Prager. Moderner Buch-Club, Darmstadt 1960
- Herr Biedermann und die Brandstifter. Mit einem Nachwort von C. E. Lewalter, Hans Bredow-Institut, Hamburg 1955 (= Erstdruck des im März 1953 im Bayerischen Rundfunk ausgestrahlten Hörspiels)
  - Herr Biedermann und die Brandstifter. Rip van Winkle. Zwei Hörspiele. Suhrkamp (st 599), Frankfurt am Main 1980, ISBN 3-518-37099-5
- Zürich – Transit. Skizze eines Films., Suhrkamp (es 161), Frankfurt am Main 1966

#### Sammelbände
- Stücke. 2 Bände. Suhrkamp, Frankfurt am Main 1962
  - I: Santa Cruz. Nun singen sie wieder. Die Chinesische Mauer. Als der Krieg zu Ende war. Graf Öderland
  - II: Don Juan oder Die Liebe zur Geometrie. Biedermann und die Brandstifter. Die große Wut des Philipp Hotz. Andorra
    - Neuausgabe in einem Band: Sämtliche Stücke, ISBN 978-3-518-38917-1
- Gesammelte Werke in zeitlicher Folge. Jubiläumsausgabe 1931–1985, hg. v. Hans Mayer. Suhrkamp, Frankfurt am Main 1976 (Bände 1 bis 6) bzw. 1986 (Band 7)
  - Band 1: 1931–1944. Kleine Prosaschriften. Blätter aus dem Brotsack. Jürg Reinhart. Die Schwierigen oder J’adore ce qui me brûle. Bin oder die Reise nach Peking
  - Band 2: 1944–1949. Santa Cruz. Nun singen sie wieder. Die Chinesische Mauer. Als der Krieg zu Ende war. Kleine Prosaschriften. Tagebuch 1946–1949
  - Band 3: 1949–1956. Graf Öderland. Don Juan oder Die Liebe zur Geometrie. Kleine Prosaschriften. Der Laie und die Architektur. achtung: Die Schweiz. Stiller. Rip van Winkle
  - Band 4: 1957–1963. Homo faber. Kleine Prosaschriften. Herr Biedermann und die Brandstifter. Biedermann und die Brandstifter. Mit einem Nachspiel. Die große Wut des Philipp Hotz. Andorra
  - Band 5: 1964–1967. Mein Name sei Gantenbein. Kleine Prosaschriften. Zürich-Transit. Biografie: Ein Spiel
  - Band 6: 1968–1975. Tagebuch 1966–1971. Wilhelm Tell für die Schule. Kleine Prosaschriften. Dienstbüchlein. Montauk
  - Band 7: 1976–1985. Kleine Prosaschriften. Triptychon. Der Mensch erscheint im Holozän. Blaubart
    - Taschenbuch-Ausgabe: 12 Teilbände in Kassette (textidentisch mit Band 1–6), Suhrkamp (= edition suhrkamp), Frankfurt am Main 1976; neu in 7 Bänden 1986: ISBN 978-3-518-06533-4
- Der Traum des Apothekers von Locarno. Erzählungen. 1978
- Romane, Erzählungen, Tagebücher. Mit einem Nachwort von Volker Hage. Suhrkamp, Frankfurt am Main 2008. ISBN 3-518-42005-4

### Postum erschienen
- Jetzt ist Sehenszeit. Briefe, Notate, Dokumente 1943–1963. Im Auftrag der Max Frisch-Stiftung hg. von Julian Schütt. Suhrkamp, Frankfurt am Main 1998, ISBN 3-518-40981-6
- Max Frisch/Friedrich Dürrenmatt. Briefwechsel. Hrsg. von Peter Rüedi. Diogenes, Zürich 1998, ISBN 3-257-06174-9 (als Taschenbuch: ISBN 3-257-23289-6)
- Max Frisch/Uwe Johnson. Briefwechsel 1964–1983. Hrsg. von Eberhard Fahlke. Suhrkamp, Frankfurt am Main 1999, ISBN 3-518-40960-3 (als Taschenbuch: ISBN 3-518-39735-4)
- Im übrigen bin ich immer völlig allein. Briefwechsel mit der Mutter 1933, Berichte von der Eishockey-Weltmeisterschaft in Prag, Reisefeuilletons. Hg. von Walter Obschlager. Suhrkamp, Frankfurt am Main 2000, ISBN 3-518-41156-X
- Journalistische Arbeiten 1931–1939. Hg. von Carsten Niemann unter Mitwirkung von Walter Obschlager. Niedersächsisches Staatstheater, Hannover 2001, ISBN 3-931266-07-9
- Schwarzes Quadrat. Zwei Poetikvorlesungen. Hrsg. von Daniel de Vin unter Mitarbeit von Walter Obschlager. Mit einem Nachwort von Peter Bichsel. Suhrkamp, Frankfurt am Main 2008, ISBN 978-3-518-41999-1
- Entwürfe zu einem dritten Tagebuch. Hrsg. und mit einem Nachwort von Peter von Matt. Suhrkamp, Frankfurt am Main 2010, ISBN 978-3-518-42130-7
- Helen Wolff, Max Frisch. Briefwechsel 1984–1990. In: Sinn und Form 1/2012, S. 102–128 [einleitend: Marion Detjen: Spiritual Companionship. Max Frisch und Helen Wolff. In: Sinn und Form 1/2012, S. 91–101].
- Aus dem Berliner Journal. Hrsg. von Thomas Strässle unter Mitarbeit von Margit Unser. Suhrkamp, Frankfurt am Main 2014, ISBN 978-3-518-42352-3.
- Alfred Andersch, Max Frisch. Briefwechsel. Hrsg. von Jan Bürger. Diogenes, Zürich 2014, ISBN 978-3-257-06879-5.
- Ignoranz als Staatsschutz? Hrsg. von David Gugerli und Hannes Mangold. Suhrkamp, Berlin 2015, ISBN 978-3-518-42490-2.
- »Wie Sie mir auf den Leib rücken!« Interviews und Gespräche. Hrsg. von Thomas Strässle. Suhrkamp, Berlin 2017, ISBN 978-3-518-42584-8.
- Ingeborg Bachmann, Max Frisch. »Wir haben es nicht gut gemacht.« Der Briefwechsel. Herausgegeben von Hans Höller, Renate Langer, Thomas Strässle und Barbara Wiedemann. Suhrkamp, Berlin 2022, ISBN 978-3-518-43069-9.

## Dokumentationen

### Film
- Gespräche im Alter. Regie: Philippe Pilliod. Schweiz 1985 (142 Min. aus 27 Stunden Videomaterial)
- Wenn es die Literatur nicht gäbe… Stichwörter zu Max Frisch. Regie: Peter K. Wehrli. Schweiz 1998 (57 Min.)
- Max Frisch, Citoyen, Regie: Matthias von Gunten (Schweiz 2008, 94 Min.)

### Tonaufnahmen und Hörbücher
- Heinz Ludwig Arnold: Max Frisch. Leben und Werk. Der Hörverlag, München 2001, ISBN 3-89584-576-0
- „Nicht weise werden, zornig bleiben“. Ein Porträt in Originalaufnahmen. Max Frisch. Der Hörverlag, München 2011, ISBN 978-3-86717-688-0.
- Max Frisch spricht. Reden und ein Gespräch mit Hans Ulrich Probst. Christoph Merian Verlag, 2011, ISBN 978-3-85616-453-9.
- Heinz Ludwig Arnold: Meine Gespräche mit Schriftstellern 1974–1977. Quartino, München 2011, ISBN 978-3-86750-088-3 (u. a. ca. 3,5-stündiges Interview mit Frisch).